# Catedral de Santa Tecla (Tarragona)
La Catedral Basílica Metropolitana y Primada de Santa Tecla -comúnmente conocida como catedral de Tarragona- es una catedral construida en el estilo gótico temprano, existente en la ciudad española de Tarragona, en Cataluña. Se encuentra situada en la parte más alta de la ciudad, sobre un lugar que ya ocuparon con anterioridad un templo dedicado al culto imperial romano (el templo de Augusto), una catedral visigótica y una mezquita árabe.
Según Francesc Eiximenis, en la organización de una ciudad y la posición de sus edificios, a la catedral le correspondía: 

en lo mig de la ciutat deu esser la Seu, e pres d’ella deu ser gran e bella plaça […] de la Seu deu estar lo bisbe e pres d’ell los sacerdots: e per aixó la dita plaça no deu sostenir profit per no torbar l’ofici divinal ne aquells que són dats al Server de Déu.
en medio de la ciudad y con una gran y bella plaza […] En esta plaza no debía de celebrarse ferias ni mercados y reservarse para el oficio divino.

En su estado actual corresponde al periodo de transición entre el románico y el gótico.
El 3 de abril de 1905 fue declarada Monumento Nacional.

## Antecedentes

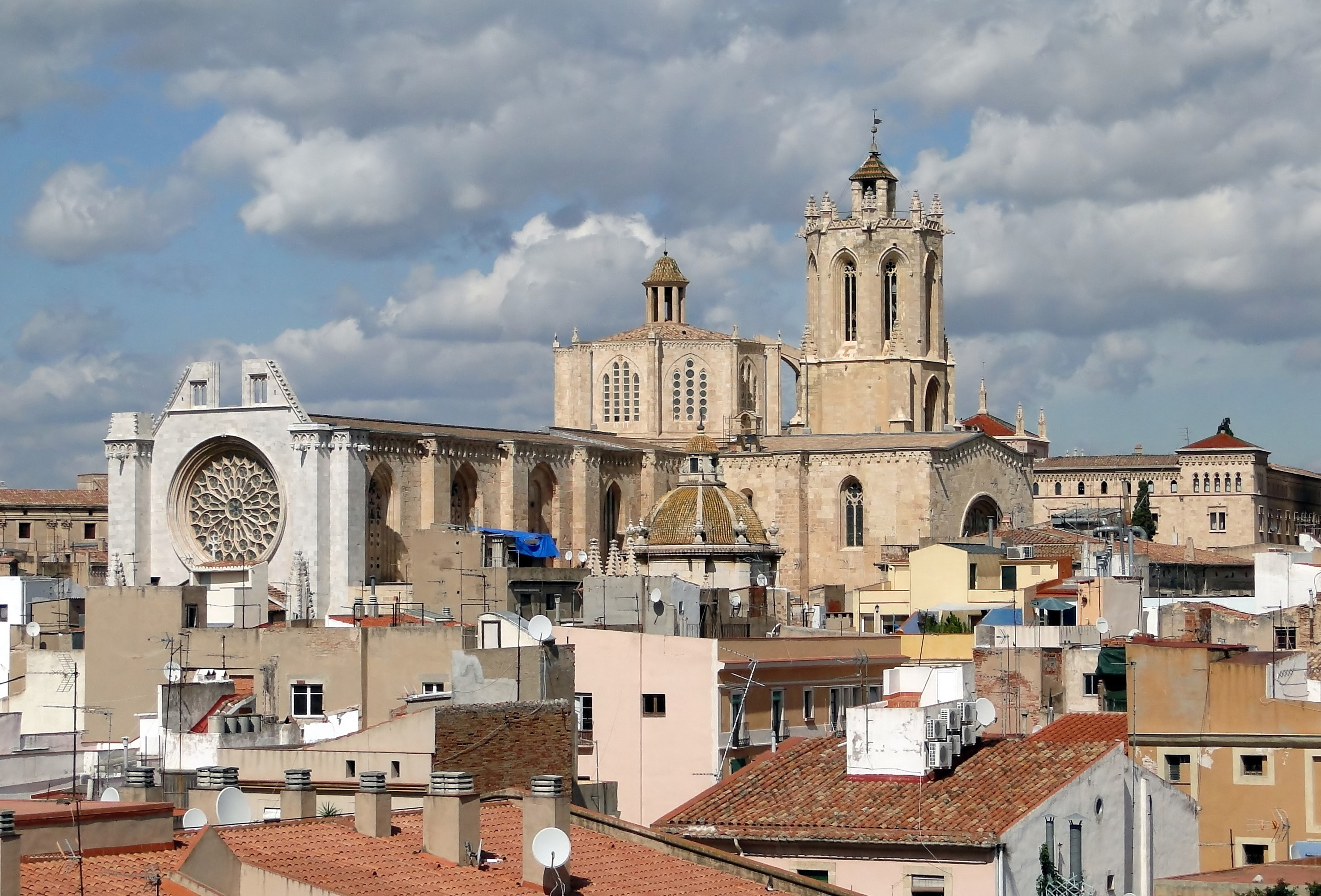
Vista general

La ciudad de Tarragona, la antigua Tarraco de época romana, que era prácticamente la capital de los territorios hispánicos, había perdido buena parte de su esplendor tras la caída del Imperio romano como consecuencia de las invasiones germánicas. Ello se acrecentó con la conquista de la ciudad en el siglo VIII por parte de los musulmanes, además de por el hecho de convertirse rápidamente en un territorio fronterizo para la defensa de los territorios islámicos, todo ello hasta su reconquista en el siglo XII por los condes de Barcelona.
En 1154 se instala, por primera vez en la ciudad de Tarragona un arzobispo con residencia permanente, Bernat Tort, llegado desde la Abadía de Saint-Ruf, en la ciudad de Aviñón, hoy en Francia, y que era un territorio que por esas fechas tenía importantes vínculos con los condes de Barcelona. En las ordenaciones que el nuevo arzobispo dicta para regular la vida interna del reducido Capítulo Catedralicio, hace referencia a la construcción que estaba efectuando de una fortaleza para protegerse de las previsibles incursiones musulmanas, fortaleza asentada sin lugar a dudas entre los restos existentes en esa época de edificios de origen romano. Evidentemente esa pequeña fortaleza incluía una primera iglesia catedralicia, iglesia que estaba consagrada a santa Tecla.

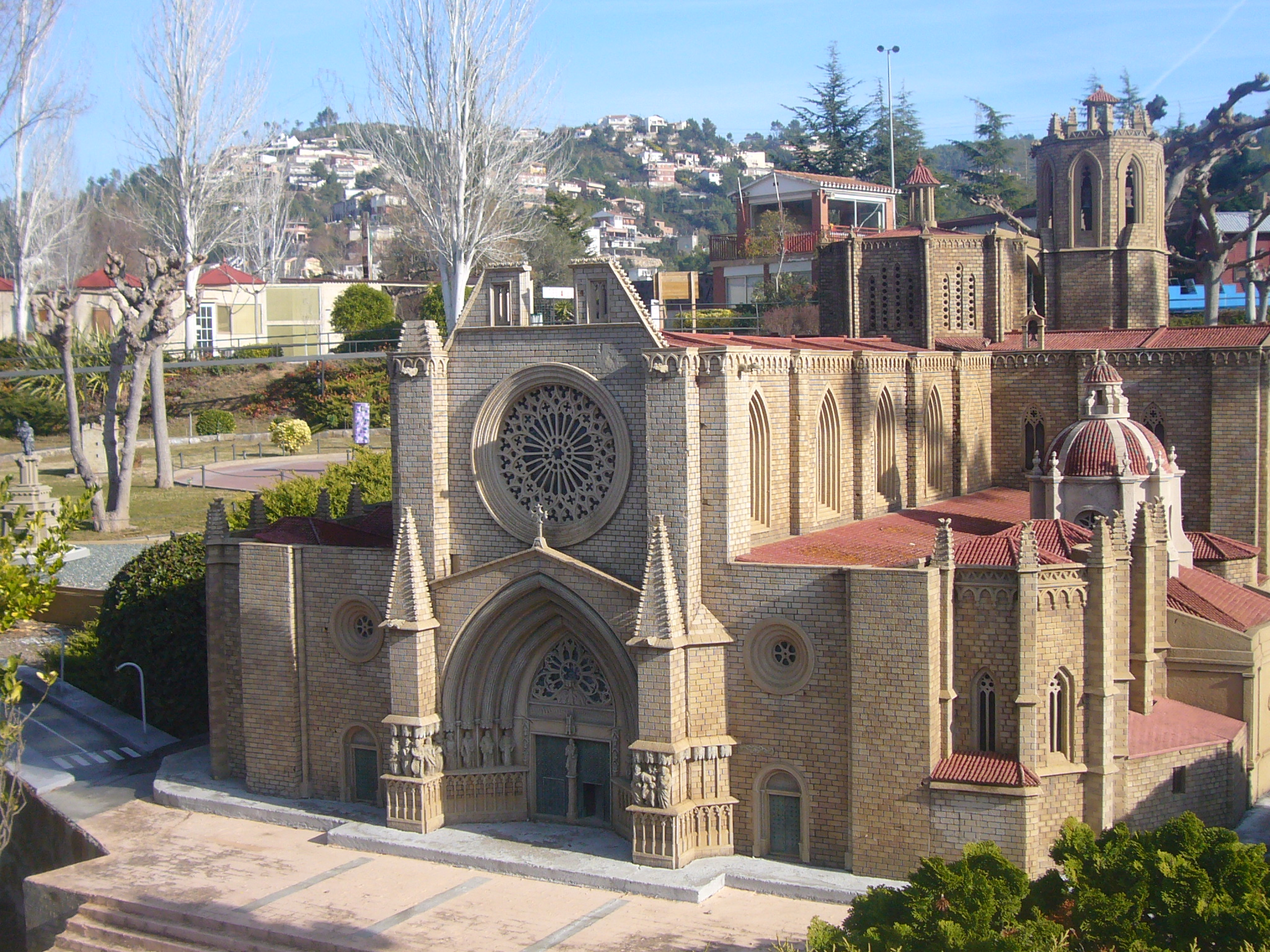
Maqueta de la catedral, en Cataluña en Miniatura

No se tiene información exacta sobre el proceso constructivo de la nueva catedral gótica en la ciudad, puesto que los primeros datos conocidos corresponden a la fecha de su consagración, en 1331. Sin embargo, existen documentos anteriores que atestiguan la realización de las obras, como por ejemplo un legado testamentario que fue efectuado por Pere de Queralt en 1166 o el testamento del obispo de Tarragona, Hugo de Cervelló, quien fuera asesinado en 1171.
Parece, pues, que las obras de la nueva catedral se iniciaron en una fecha imprecisa, pero siempre posterior al año 1171, y que dieron inicio por la cabecera del nuevo templo.

### Canónica
Hay noticias de la existencia de canónigos desde finales del siglo XI, pero la estructuración fue a partir del año 1154 por el arzobispo Bernat Tort, con canónigos de san Agustín venidos del monasterio de San Rufo de Aviñón, orden a la cual pertenecía el obispo, y que ya había impuesto la reforma gregoriana del siglo XI. El papa Clemente VII secularizó a los canónigos de la catedral el 4 de diciembre de 1530.
Para la vida comunitaria se dotó de las dependencias necesarias, situadas alrededor del claustro: como el dormitorio, el refectorio, la bodega, la cocina y la sala capitular. Además del prior claustral, se nombraron las figuras del pavorde que administraba los bienes, el arcediano para la ayuda en la celebración de los oficios, el tesorero que se ocupaba de los gastos del culto, el sacristán mayor que tenía a su cargo el servicio del culto, el camarero que cuidaba del vestuario, el capiscol (o chantre) dirigente del coro, el sub-capiscol que enseñaba los cantos, el hospitalario encargado del hospital de la catedral, y el enfermero que cuidaba de la enfermería.

## Inicios de la construcción
Parece igualmente que la construcción inicial estaba prevista como una única nave, con un gran ábside, muros robustos y básicamente correspondiente a un estilo existente en su entorno por esas fechas, es decir, se trataría de una catedral románica, pensada además como elemento defensivo y, por ello mismo, provista de matacanes, almenas y camino de ronda, así como ventanas elevadas, fuera del alcance del enemigo (años después, con la seguridad ya garantizada, se abrirían bajo las anteriores tres nuevas ventanas en el ábside, de mayor tamaño y situadas más cerca del suelo).
A pesar de ello, no hay que suponer que se trataba de una construcción austera, puesto que recogía un buen número de elementos decorativos propios del románico, lo que daba al ábside de la catedral la debida prestancia.
Contemporáneos del ábside son la sacristía y el refectorio. La sacristía, emplazada junto al ábside mayor, es de planta rectangular, y posee bóveda de cañón apuntada. La sacristía ha sufrido a lo largo de los años diversas intervenciones que han modificado sustancialmente su aspecto.
El tamaño del refectorio (o comedor) indica que el número de canónigos y otros empleados de la catedral se había incrementado sustancialmente. A partir del siglo XVI, cuando los canónigos comenzaron a dejar de hacer vida en común, el refectorio acabó transformado en una capilla más de la catedral.
Se preveía igualmente la construcción de un campanario, que estaba previsto levantar junto a la sacristía; campanario que poseía igualmente carácter defensivo.

## Modificación de los planos a finales delsigloXII
Hacia el año 1195 se produjo un cambio sustancial en el planteamiento de las obras, magnificándolas, lo que produjo fuertes problemas de tipo social en la ciudad, al quejarse los ciudadanos de Tarragona de los elevados gastos que comportaban las obras, gastos que debían ser sufragados con los correspondientes impuestos, lo que hizo que en 1214 el arzobispo de Tarragona decretase la voluntariedad de las aportaciones a las obras.
Básicamente, el nuevo proyecto pretendía agrandar la catedral, para convertirla en un edificio formado por tres naves en planta basilical, con un crucero y cuatro nuevos ábsides secundarios, cubiertos con bóveda de crucería de estilo gótico. Por la disposición espacial anterior, el único lugar en el que era posible efectuar la ampliación era el punto en que se había dejado el patio destinado al futuro claustro, lo que hizo imposible la habitual alineación del crucero y los cinco ábsides. Por ello, los cuatro ábsides menores fueron escalonándose (como es perfectamente apreciable en el plano que se encuentra a la derecha), por lo que la absidiola norte es de menor tamaño que la meridional.
Los espacios de las naves fueron cubiertos con bóveda de crucería gótica, de no mucha altura. Parece haber semejanzas constructivas con la iglesia abacial de Santa María, en el monasterio de Santa Cruz de la Serós, en la Jacetania.
Según Puig i Cadafalch, el plano de las catedrales de Lérida y Tarragona responde a un tipo bastante extendido sobre todo en la Francia septentrional (Normandía) y básicamente ligada a los monjes benedictinos, con características de grandes ábsides y un crucero de grandes dimensiones. El císter aportó además las soluciones tecnológicas para la sustentación de los edificios como el arco apuntado o la bóveda de crucería, así estas dos catedrales presentan la combinación de la arquitectura románica con elementos góticos.

## Continuación de las obras

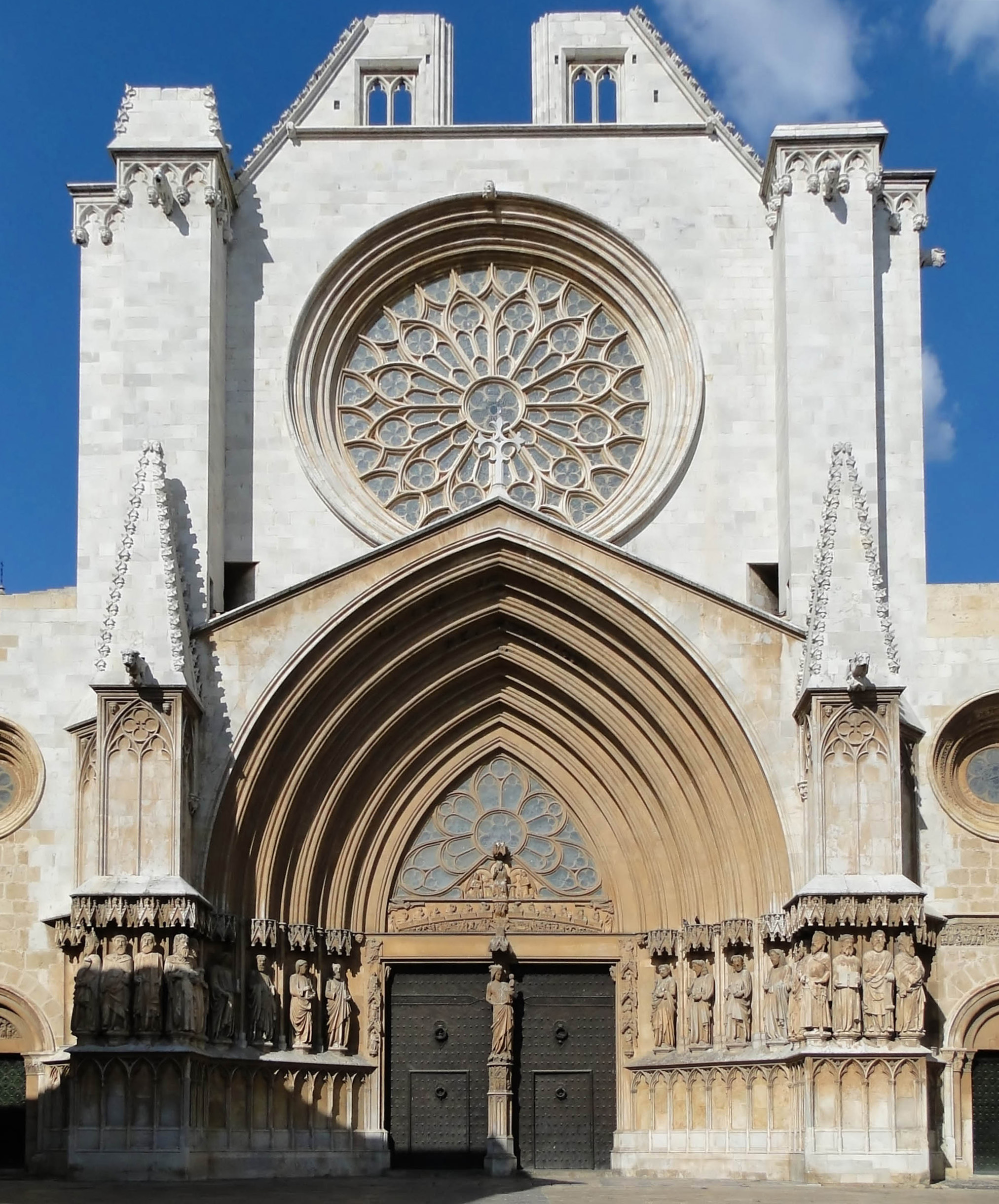
Fachada principal

Los obispos y reyes como Alfonso el Casto y Pedro el Ceremonioso continuaron beneficiando con donaciones.
Con el obispo Aspàreg de la Barca (1215-1234) se abrió al culto la parte de la cabecera. En 1250 Pedro de Albalat encargó la construcción del cimborio al maestro de obras Bernat y en el año 1277, aproximadamente un siglo después del principio de la obra, se encargó la realización de la puerta principal al maestro Bartomeu de Gerona. Sin embargo el tímpano y el resto de los apóstoles tallados se deben a Jaume Cascalls y su taller (Jordi de Déu) durante los años 1375.
En el año 1305 el obispo Roderic Tello se hizo cargo del pago del penúltimo tramo de la nave central y el arzobispo Juan de Aragón hijo de Jaime II, en junio del año 1331 consagró la nueva catedral.
Sin embargo, como era habitual en la construcción de las catedrales, las obras continuaron entre los siglos XIV y XVIII con construcciones en el interior y en las dependencias del claustro de capillas en los estilos gótico, renacentista y barroco.
Las obras de restauración y conservación se han llevado a cabo entre los años 1999 y 2001 por los arquitectos Joan Figuerola y Joan Gavaldá, así como posteriores campañas de excavaciones arqueológicas y restauración de capillas. Tras una prospección geofísica en el subsuelo de la catedral, en el año 2007, se han hallado indicios que bajo la misma se encuentra el templo romano dedicado a Augusto (63 a. C. – 19 d. C.) situado bajo la nave central. Ya se tenía noticias de este templo por las monedas en las emisiones realizadas en la época de Tiberio en las que hay referencias a la divinidad de Augusto y muestran un templo con columnas frontales que se construyó en su honor, como se cree que tiene el descubierto:
- Sestercio de Tarraco posterior 15 d. C.
- Dupondius de Tarraco posterior 21-22 d. C.
- As De Emérita 14-37 d. C.[11]

## Interior del edificio

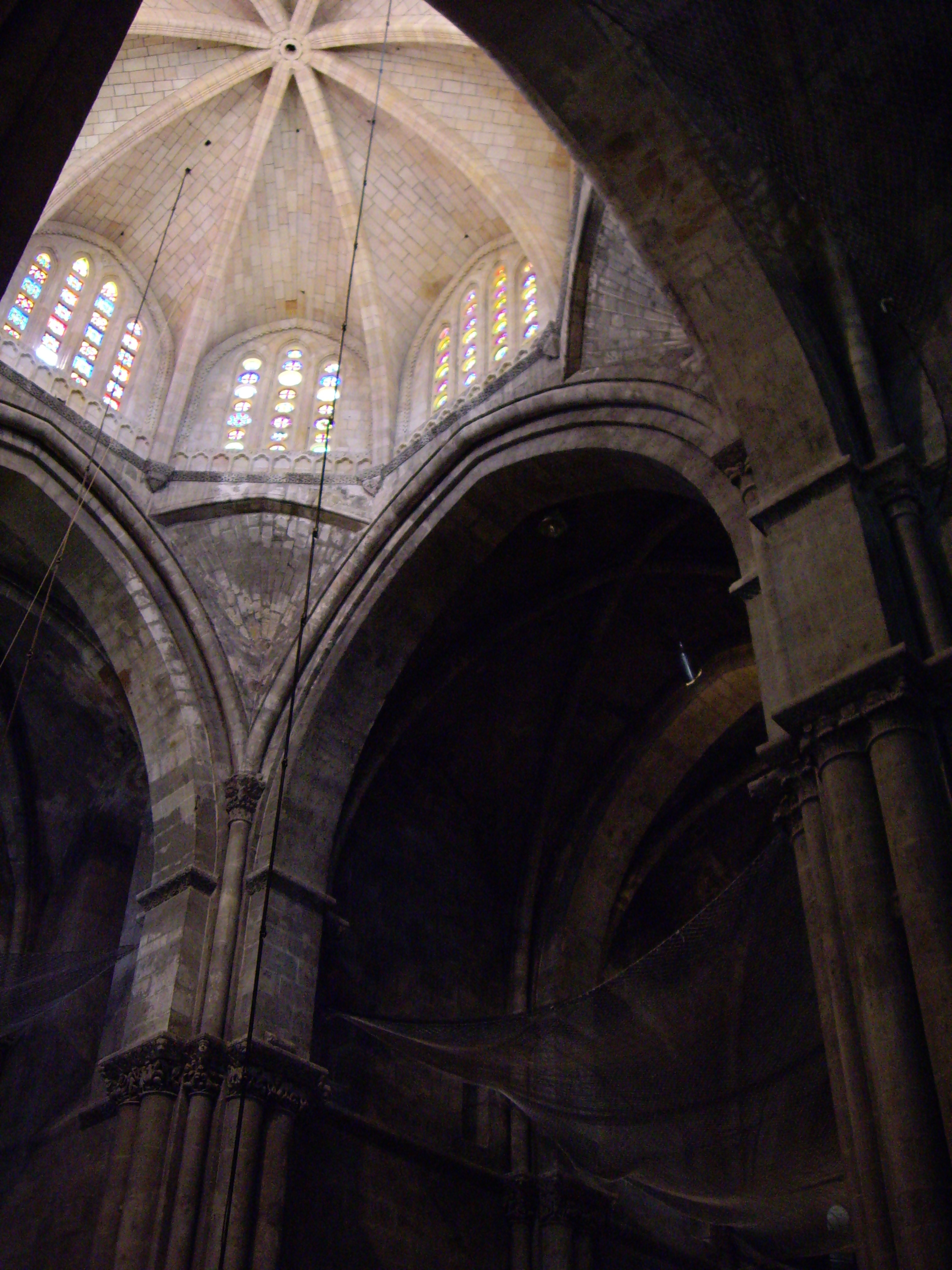
Vista del cimborio desde el interior

Es un templo de transición del románico al gótico. La nave central tiene una altura de veintiséis metros más doce del cimborio, por 16,50 metros de anchura. Las naves laterales miden trece metros de altura por 8,25 de anchura. La longitud es de unos cien metros desde el hastial hasta la cabecera.
Consta de planta basilical de cruz latina con tres naves y transepto bien definido que sobresale de las naves pero con brazos desiguales debido al claustro que se halla en la parte septentrional, así como la absidiola de este mismo lado también es desigual a su pareja del lado opuesto. La cabecera contiene tres ábsides semicirculares escalonados con presbiterios profundos, destacando el central. El ábside central tiene tres ventanas en su parte inferior y siete en la superior de forma apuntada.
Sobre el tramo siguiente al ábside del lado de la Epístola se halla ubicada la torre del campanario.
Las naves están cubiertas con bóvedas de crucería de nervios moldurados sostenidos por pilares cruciformes con columnas adosadas por parejas y con capiteles decorados con reminiscencias del arte hispano-musulmán sobre los que reposan los arcos fajones y formeros de las bóvedas. Las ventanas se presentan principalmente de dos tipos las románicas con arquivoltas y las góticas con vitrales de tracerías caladas.
El cimborio es octogonal construido a mitad del siglo XIII con bóveda de crucería y soporte de trompas angulares, parteluces y vitrales de colores.
El presbiterio y el ábside central tienen un notable pavimento de la época románica, está formado por placas de piedra y mármol de diversos colores formando unos dibujos geométricos, en opus sectile en el que dominan los entrelazados sobresaliendo los colores, naranja, amarillo, blanco y negro. Es de una fabricación seriada y no totalmente artesanal ya que no hay gran variedad de piezas con formas diferentes. Pavimentos de esta misma clase se realizaban en la Edad Media como se demuestra en la basílica de Montecassino en Italia, de Santa María de Alaón en Sopeira o Saint-Benoît-sur-Loire en Francia.

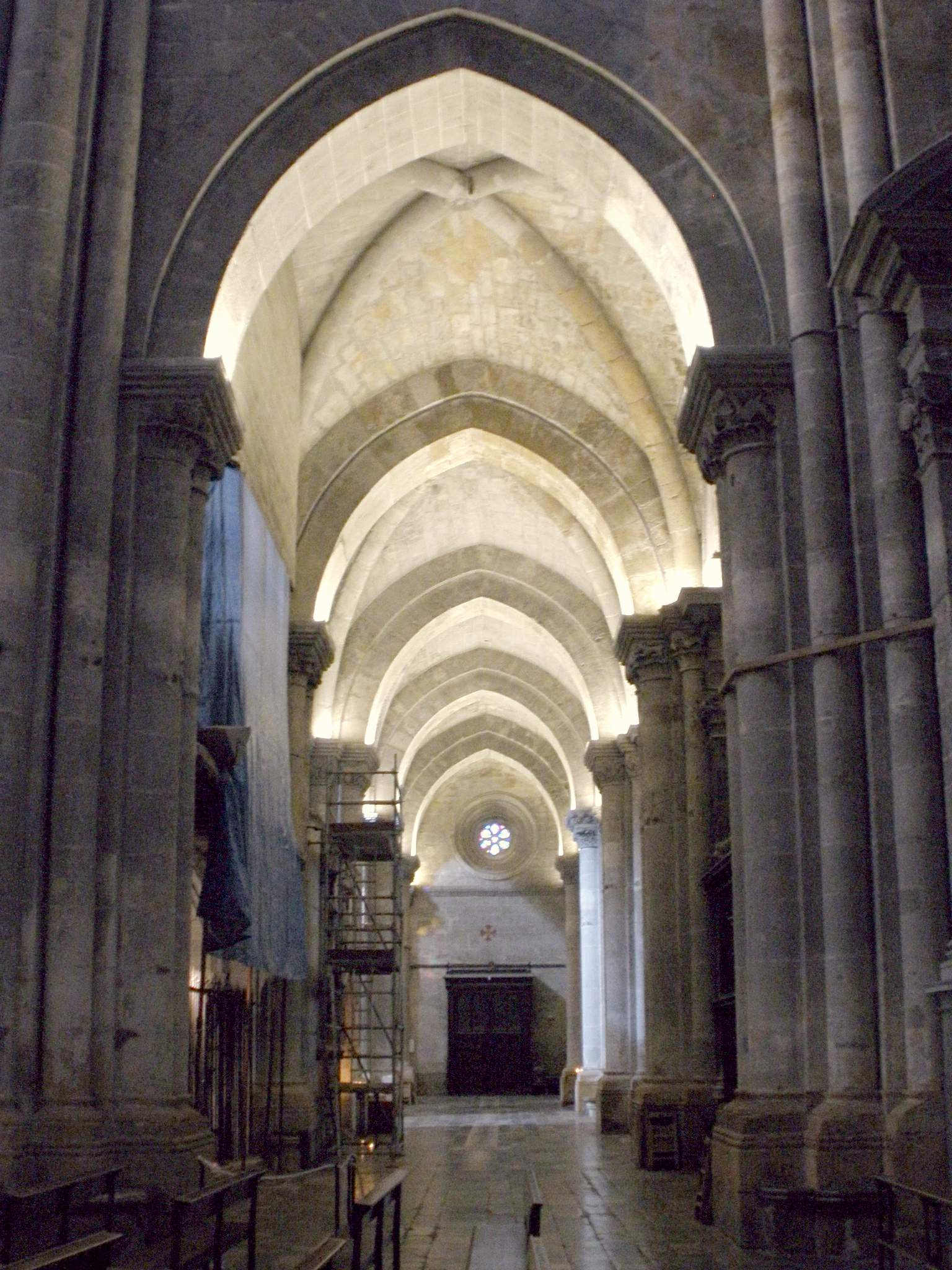
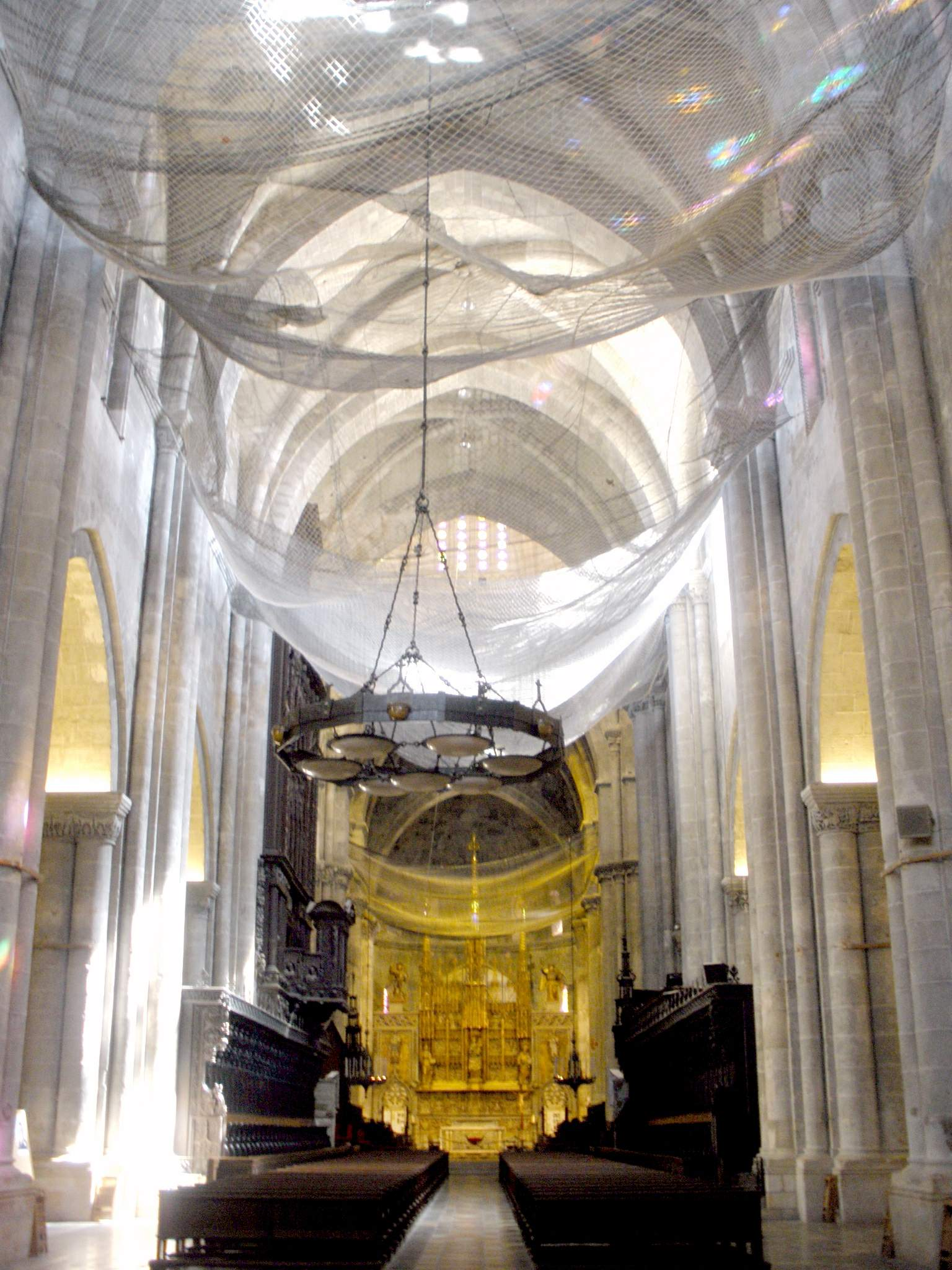
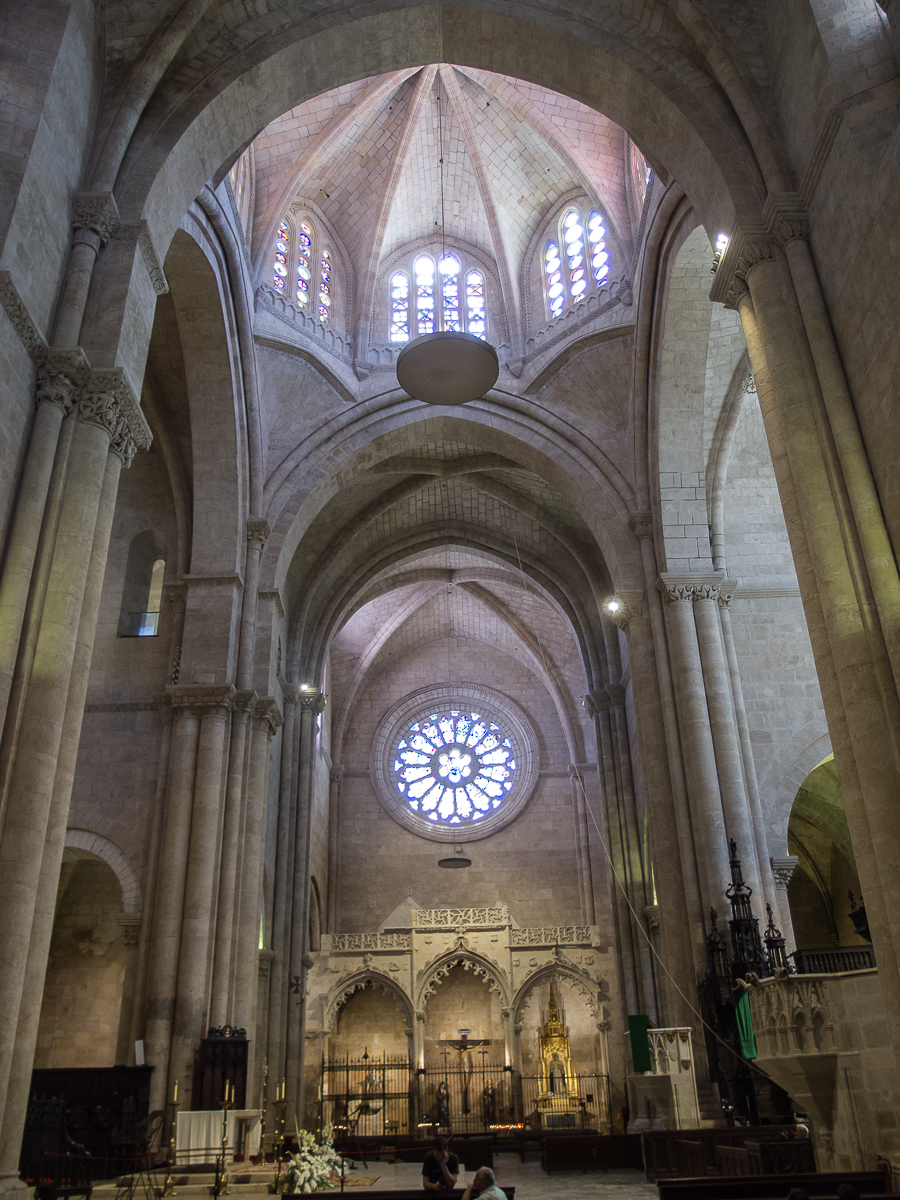
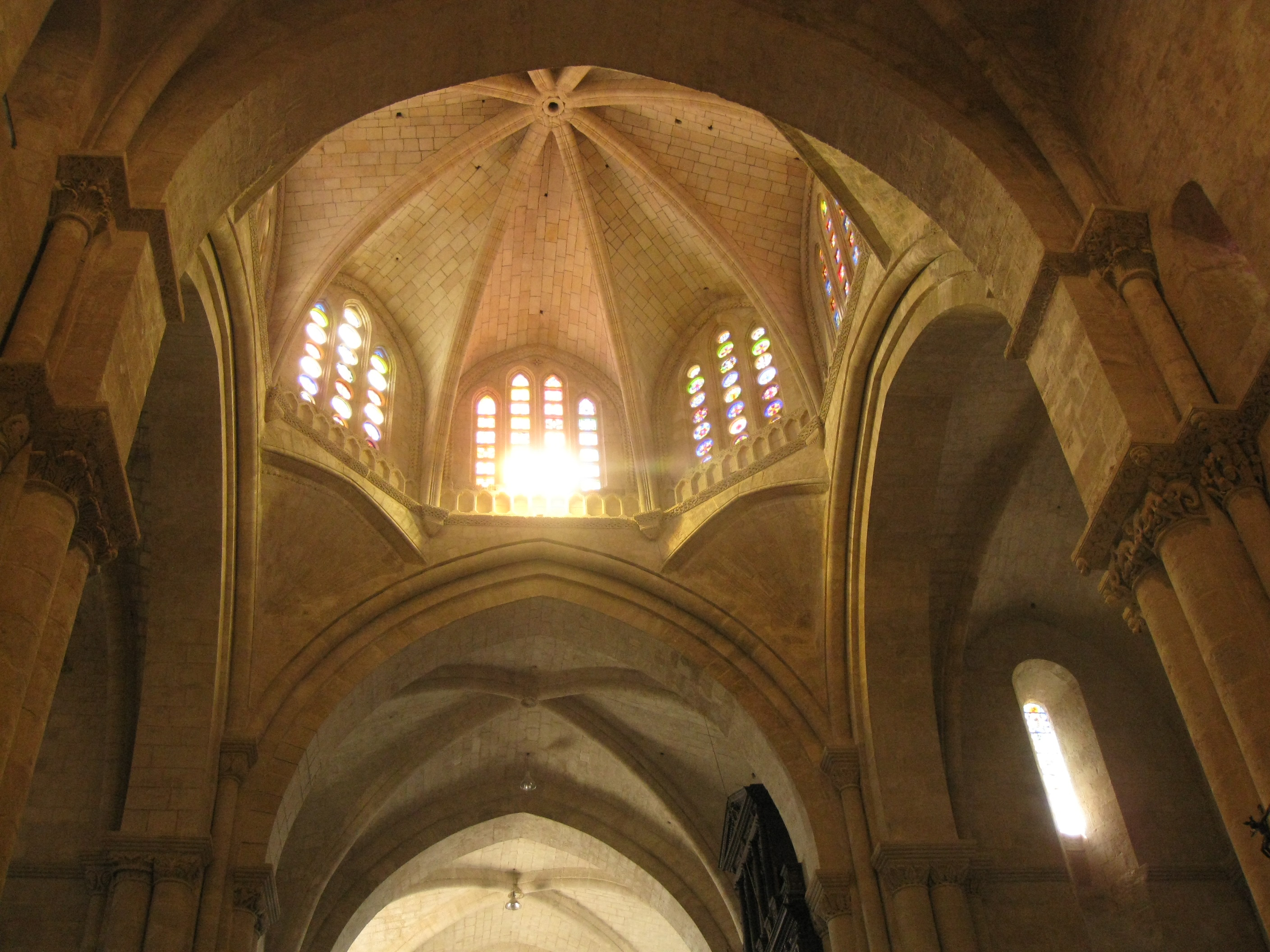
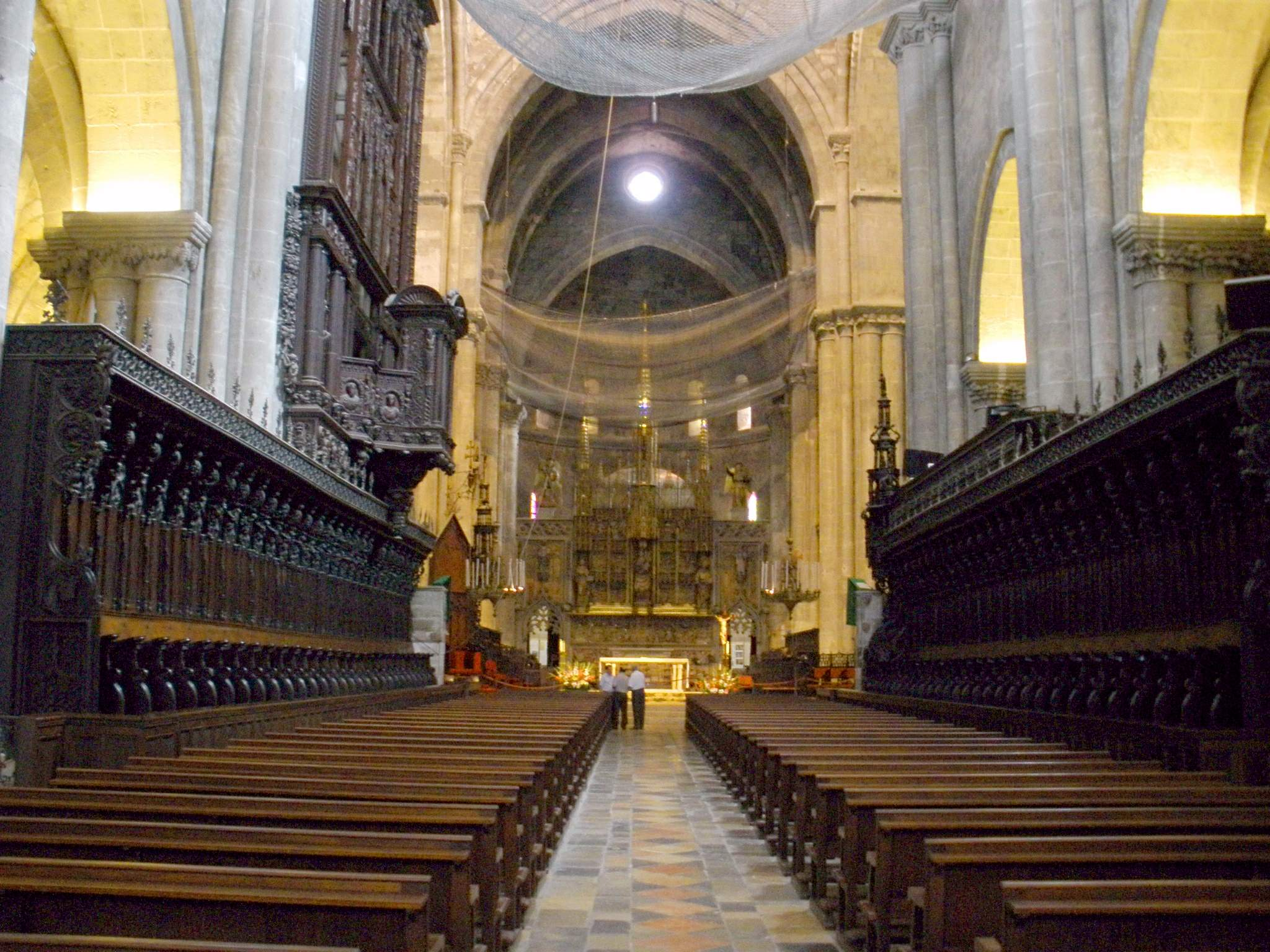

### Coro
El coro antiguo, que conserva los muros de cierre del siglo XIV, se hallaba en la nave central. A ambos lados de la misma existe aún parte de la sillería de roble de Flandes, que fue tallada por Francesc Gomar entre 1478 y 1488, por encargo del arzobispo Pedro de Urrea (1445-1489). Los respaldos se decoran con tracerías góticas, mientras que los temas figurados se concentran en los medallones de los brazos. Las sillas pontificales las tallaron los escultores franceses Jean de Tours y Henri de Bourgogne en 1534. En el año 1963 una parte de la sillería se trasladó al nuevo coro, situado en el presbiterio. El muro occidental se desarmó y actualmente se guarda en el Museo Diocesano.

### Órgano
La construcción del órgano mayor de la Catedral es obra de diversos artistas del siglo XVI. El mecanismo musical estuvo a cargo de Salvador Estrada. La caja, de madera de roble de Flandes, de álamo y de chopo, la proyectó en 1560 Mossèn Jaume Amigó, el arquitecto introductor del Renacimiento en nuestras tierras. Las esculturas y los relieves se deben a Jeroni Sanxo y Pere Ostris o Perris Austris, que los realizaron entre 1562 y 1566. La pintura de las puertas o sargas, que son batientes, la contrataron el italiano Pietro Paolo de Montalbergo y el griego Pere Serafí en 1563, pero las cobró en solitario Montalbergo. Cerradas, representan la Anunciación. Abiertas, muestran la Adoración de los pastores a la izquierda y la Resurrección a la derecha, en un notable estilo manierista. Las puertas se abrían o se cerraban de acuerdo con el calendario y los oficios litúrgicos, razón por la cual los temas pintados visibles estaban vinculados al tiempo litúrgico. Montalbergo también pintó y doró los tubos del instrumento musical. En el año 1929 el antiguo mecanismo musical, así como los tubos, se sustituyeron por un órgano romántico, procedente de la finca Mar-i-Cel de Sitges, que fue donado al cardenal Francisco Vidal y Barraquer por Mr. Deering, un hispanista estadounidense. Posteriormente, en 1974 el órgano fue nuevamente reformado y es el que se mantuvo hasta el año 2010, cuando en ocasión de la IV fase de las obras de restauración de la Catedral se inició la restauración de la caja. El nuevo órgano con 2.712 tubos y 53 registros se inauguró el 16 de junio de 2013 y pretende ser el heredero del antiguo instrumento renacentista. Es un órgano romántico llamado de mar y cielo.

### Capillas del lado del Evangelio

Retablo gótico del Monasterio de Santes Creus

(Descripción de la entrada principal hacia la cabecera del templo). En las capillas construidas a partir del siglo XIV, es donde se manifiesta más el cambio hacia el estilo gótico.
Capilla de la Virgen María
Mandada construir en el año 1520 por el obispo Pere de Cardona como panteón familiar. Tiene un retablo procedente de la iglesia parroquial de Solivella y firmado por el pintor Mateu Ortoneda del primer tercio del siglo XV.
Capilla de la Virgen de Montserrat
Retablo gótico procedente de la iglesia de Santes Creus iniciado por Guerau Gener y finalizado por Lluís Borrassà a principios del siglo XV.
Capilla de la Concepción
De estilo barroco del año 1674, sufragada por el canónigo Diego Girón de Rebolledo, fue proyectada por fra Josep de la Concepció quien tuvo bajo su dirección a artistas como Joan Costa, Francesc Grau ayudando a su vez por Doménech Rovira quienes esculpieron el retablo, donde se aprecia claramente el estilo barroco igual que en los sepulcros de la familia Girón de Rebolledo de los mismos autores, con la representación de las artes liberales junto con la Resurrección de Cristo y en ambos lados la Fe y la Esperanza. Los frescos de la cúpula, de la bóveda y de los arcos formeros los realizó el pintor Francesc Tramulles Roig en el último cuarto del siglo XVIII. Las pinturas de las paredes son de Josep Juncosa.
Capillas de Sant Fructuós y Sant Joan
Realizadas por el arquitecto Pere Blai de estilo renacentista fueron encargadas para su sepultura por el arzobispo Joan Terès i Borrull. Se empezó a construir en el año 1592. Muerto el obispo, Blai diseñó el sepulcro, abriendo el muro divisorio de las dos capillas para alojarlo debajo del arco de comunicación; el sarcófago se trata de una urna cuadrada que hace de base a un templete sostenido por columnas corintias en mármol y jaspe, este templete tiene una cúpula semiesférica.
Capilla del Santo Sepulcro
Construida en 1494, se encuentra un sarcófago romano aprovechado en el gótico con un Cristo yacente rodeado de figuras representando las tres Marías, san Juan Evangelista, José de Arimatea y Nicodemo.
Capilla del Santísimo
Está situada como prolongación del crucero y con un gran arco triunfal en su entrada. En el año 1580, el obispo Antoni Agustí i Albanell, quiso transformarla para albergar su sepultura, trabajaron en ello Jaume Amigó, Pere Blai y Bernat Cáceres hasta el año 1592, se añadió una cúpula con cimborio octogonal con pilastras dóricas dobles y se excavaron en sus gruesos muros tres capillas con arco de medio punto que sirvió la primera de la izquierda para alojar el sepulcro del arzobispo. La decoración del fondo está hecha a base de mármoles y con pinturas representando el tema de la Eucarística con imágenes de profetas. Realizadas por Nicolás Larrant y Domingo Albrioni.
Capilla de Santa Bárbara
Su construcción es del siglo XIV costeada por Bernat Rufaca, en la actualidad con un retablo barroco del año 1765.
Capilla de Santa María de los Sastres
Construida antes del 1350 y reformada bajo el mandato del obispo Pere de Clasquerí (1358-1380) en el lugar del ábside de la estructura original, del lado del Evangelio. Desde el punto de vista económico fue durante el primer tiempo de su edificación comparable a la del altar mayor. Pertenecía a la cofradía del gremio de los sastres y se celebraba la fiesta de la Natividad con gran solemnidad perteneciendo a esta hermandad la mayoría de los canónigos.
Es de planta hexagonal con un retablo en caliza del año 1368 realizado por el maestro Aloi de Montbrai incluido dentro de un rectángulo, con escenas de la vida de la Virgen y Jesús y en su parte central la figura de la Virgen con Niño.
A la entrada de la capilla, en el arco de triunfo, se encuentran esculpidos los doce profetas mayores y los doce menores que anuncian la llegada del Mesías. A la altura de un tercio de sus muros hay un friso de arquillos conopiales con ménsulas de figuras humanas alusivas en sus acciones a la cofradía de los sastres. Arriba hay una cornisa superior decorada con temas florales entremezclados con seres monstruosos y fantásticos y sobre esta, una barandilla calada, con una galería que recorre todo el ábside. Posee una bóveda de crucería estrellada cuyos nervios reposan sobre cuatro parejas de esculturas de personajes de tamaño medio. Tiene unos vitrales con tracería gótica.

### Capilla Mayor
El presbiterio se encuentra presidido por un retablo gótico, encargado por el obispo Dalmau de Mur y realizado por el escultor Pere Johan entre los años 1426 y 1434, se conserva en su lugar original y es una de las joyas de la escultura gótica catalana, construido en alabastro policromado, consta de tres partes:
- el zócalo que presenta una decoración de motivos vegetales con figuras humanas y de animales pudiéndose ver también los escudos de los arzobispos Dalmau de Mur y Pere Sagarriga[15]
- la predela con el tabernáculo y seis escenas historiadas sobre la vida y martirio de santa Tecla, la preside las figuras de Nicodemo, María, Ecce Homo, Juan y José de Arimatea; tiene numerosas figuras de pequeño tamaño de gran gracilidad. Se ordenan en seis escenas bajo pequeños doseletes de izquierda a derecha, entre cada escena a modo de separación hay pequeñas imágenes de santas con coronamientos de pináculos de filigrana. Se empieza la narración por la predicación de san Pablo rodeado de personajes entre ellos Tecla; la escena siguiente es el martirio del fuego que la ataca a santa Tecla y sí a sus verdugos; la siguiente muestra cuando fue arrojada a los leones; pasada la parte central se aprecia a la santa sumergida en agua y rodeadas por serpientes; en el siguiente relieve se ve como al ser arrastrada por los bueyes se rompen las cuerdas y queda libre y en la última escena está representada la invención de las reliquias.
- la parte central, que contiene doce relieves, divididos en tres niveles y presididos por las imágenes en tamaño mayor de la Virgen con Niño en el centro y en los laterales del retablo con santa Tecla y con san Pablo, los tres coronados por altísimos pináculos de madera dorada. En el primer nivel hay escenas dedicadas a la Virgen, la Anunciación, la Natividad, la Epifanía y la Presentación al Templo; en el segundo nivel los misterios de dolor, la Santa Cena, la Flagelación, el camino del Calvario y la Crucifixión; en el tercer nivel se presenta los misterios de gloria, la Resurrección, la Ascensión, el Pentecostés y la Coronación.[16]

El retablo se alarga en ambos lados con un muro de piedra hasta cerrar el presbiterio.
El ara del altar de estilo románico arcaizante es de una sola pieza sobre columnas y un frontal con relieves de la vida de la santa titular de la catedral. El frontal es de mármol blanco monolítico, dedicado a san Pablo y a santa Tecla. Pertenece al mismo taller que la mayor parte de la escultura de figuras realizadas en el claustro; tiene forma rectangular y está enmarcado por molduras estando estructurado en dos niveles de compartimentos en ambos lados de uno central donde está representado san Pablo sentado bendiciendo a santa Tecla.
Sepulcro de Juan de Aragón
En el presbiterio se encuentra el sepulcro del arzobispo Juan de Aragón muerto en 1334 hijo de Jaime II de Aragón y Blanca de Nápoles. Enmarcado por unos pináculos ornamentados con una excelente arquitectura gótica italianizante, el sarcófago sobre dos figuras de leones y labrado en su cara frontal un epitafio con las referencia de los milagros realizados por el difunto, se encuentra situado dentro de un profundo arcosolio polilobulado con la figura yacente del arzobispo sobre la tapa, las manos cruzadas y la cabeza sobre dos cojines, vestido con los atributos episcopales. Acompañado por un séquito de familiares y santos protectores como san Fructuoso, santa Tecla, san Luis de Tolosa, santa Isabel de Hungría (antepasados del difunto) y san Luis rey de Francia, (los cuales se guardan en el Museo Diocesano de Tarragona). En la parte alta del muro tiene una representación de la ascensión de su alma al cielo portada por dos ángeles.
El monumento elaborado con mármol blanco de vetas grises hace suponer que son mármoles antiguos reutilizados de la antigua Tarraco.
Sobre este mausoleo se encuentra un armario relicario dentro el muro, abierto a manera de ventanal, que custodia el brazo de santa Tecla, patrona de Tarragona, obtenido en 1320 en Armenia por medio de los embajadores de Jaime II de Aragón.

### Capillas del lado de la Epístola

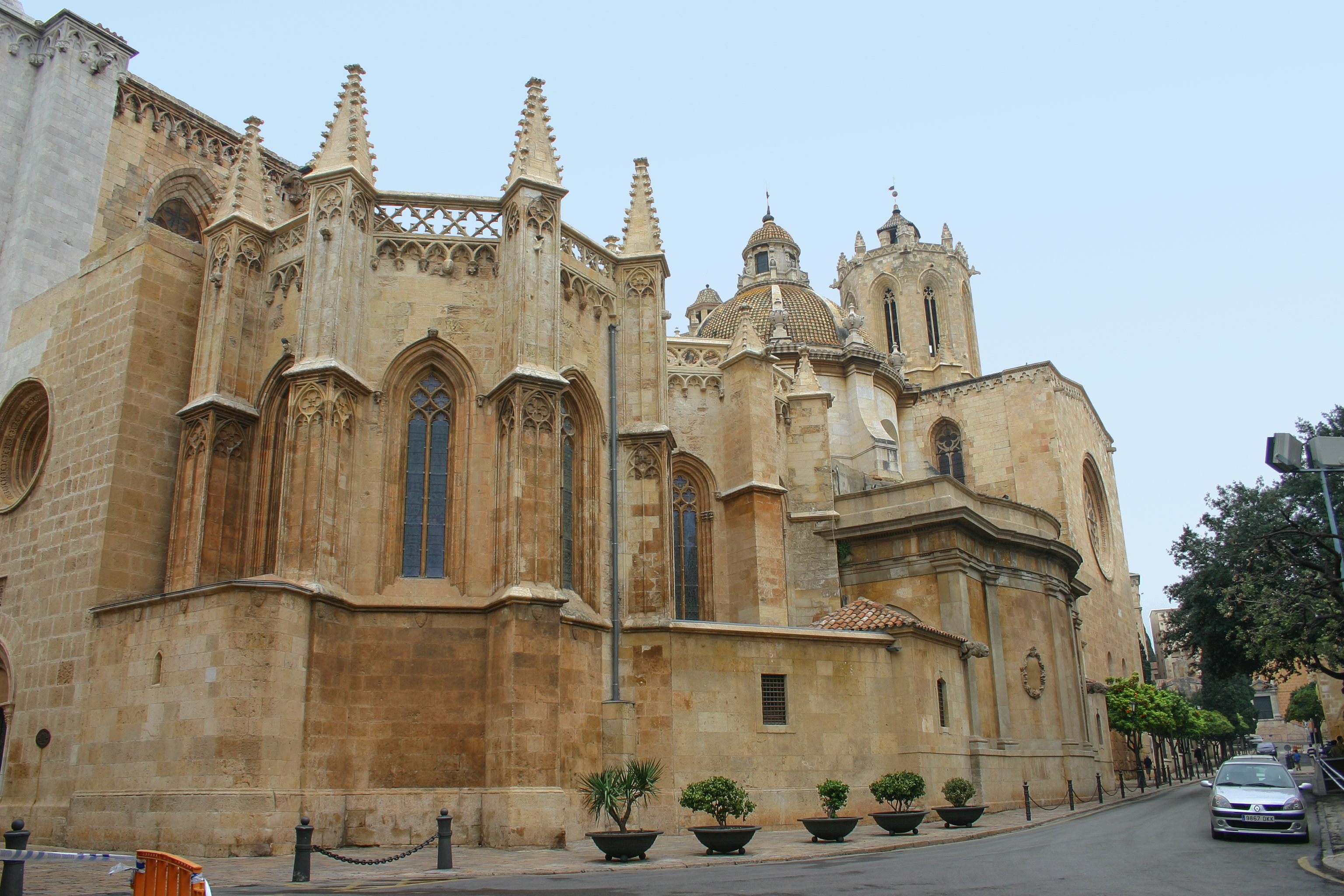
Fachada exterior del lado de la Epístola

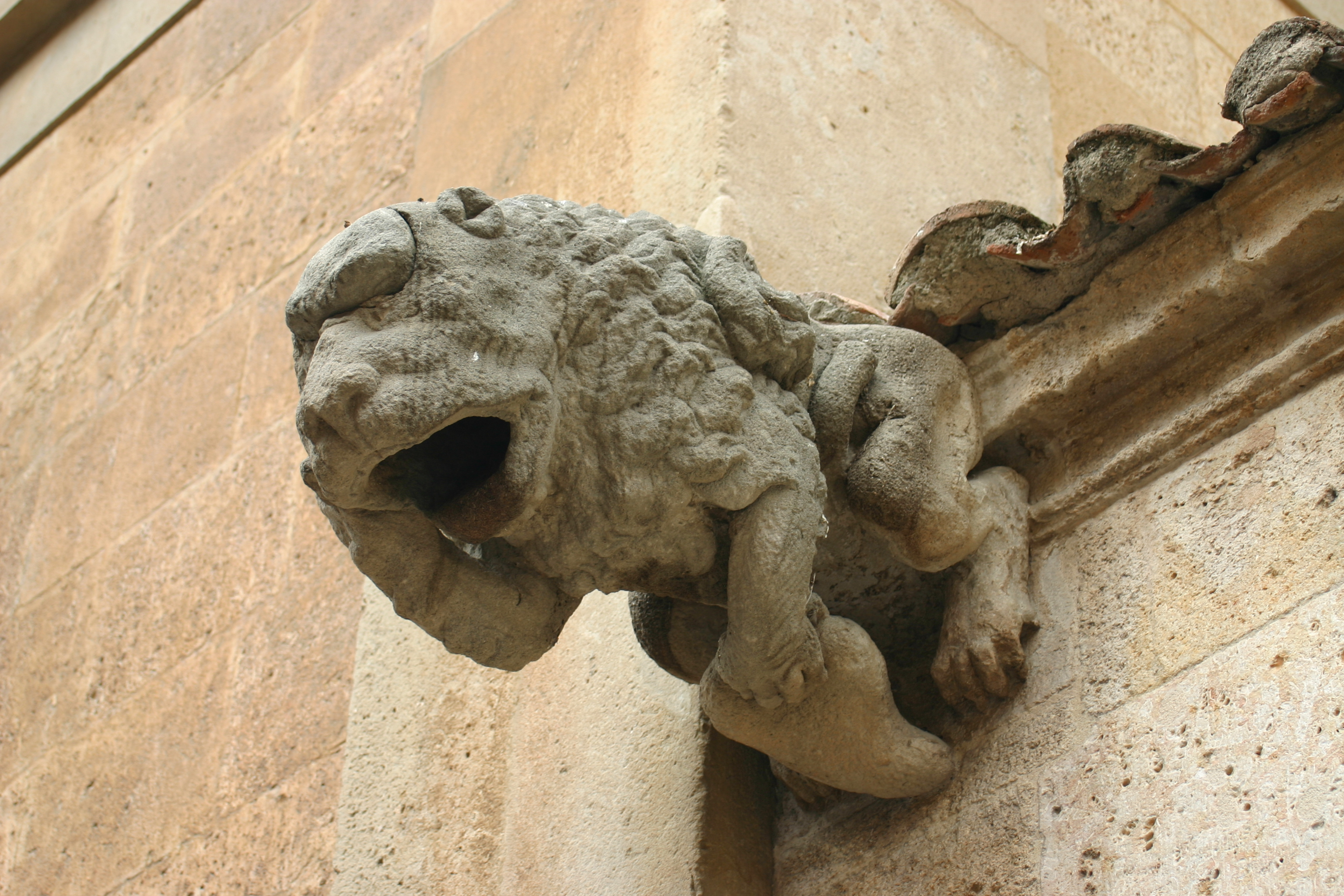
Gárgola exterior del lado de la Epístola

Capilla de San Oleguer
De esta capilla desapareció en la guerra civil española del año 1936 un retablo del escultor Bonifàs i Massó, en el que estaba representado el obispo Olegario, titular de la capilla, en el acto del otorgamiento de Tarragona al príncipe Robert d’Aguiló.
Capillas del Crucero de la parte norte
Capilla de San LlucSe encuentra dentro de una pequeña absidiola del crucero, con un retablo del siglo XVII atribuido al pintor Juncosa.
Capilla de Santo TomásAntiguamente dedicada a santa Magdalena. Del siglo XVI
Capilla del Cristo de la SaludSiglo XVI Con una talla del Cristo de la Salud del siglo XV a. C.mpañado con las imágenes de la Virgen y san Juan.
Capilla del RosarioDel siglo XVI.
Capilla de la Presentación
La más antigua fue reformada y se encuentran pequeñas cabezas coronadas con flores, con gran parecido a la puerta principal de la fachada de la catedral. Guarda un retablo del siglo XIX del escultor Vicenç Roig.
Capilla de San Francisco
El arquitecto Jaume Amigó dirigió las obras en el año 1584, muestra pinturas representando la Epifanía y los Santos Inocentes.
Capilla de Santa Tecla
Capilla barroca, antiguo baptisterio, construida en el año 1777 por el arquitecto Josep Prats con estilo barroco tardío ya prácticamente neoclásica. Las esculturas fueron realizadas por Carles Salas representando la vida de la santa y las virtudes cardinales. La reja de la misma época barroca es del artesano Onofre Camps.
Capilla de San Miguel y todos los Ángeles
Construida hacia la mitad del siglo XIV, fue fundada por el canónigo Guillem Botsom, según un documento del año 1379 en el que se específica que ya estaba en plena construcción.
Por su dedicación, la capilla tiene la decoración escultórica inspirada en los ángeles que se encuentran representados en el arco de la entrada a la capilla, en la cornisa con instrumentos musicales, en las ménsulas de los arcos del ábside de la capilla, donde son portadores de bandas con la letra de sus cantos. En las ménsulas del tramo recto antes del ábside están representados los cuatro evangelistas. El conjunto escultórico de la capilla se remata con las tres claves de bóveda, en la del ábside se encuentra un Maiestas Domini con la bola del mundo en la mano izquierda mientras está bendiciendo con la derecha. La clave central es la que se está en peor estado de conservación y representa una figura femenina con dos animales a sus pies. La clave del tramo recto de la capilla tiene su dedicación a san Miguel luchando contra el dragón de siete cabezas.
Este conjunto escultórico se atribuye a los colaboradores de Jaime Cascalls, ya que por la década de 1370 estaban obrando en la decoración de la fachada de la catedral.
Tiene un retablo de San Miguel de Bernat Martorell del siglo XV que procede de la iglesia de la Pobla de Ciérvoles.
Capilla del Baptisterio o antigua de Santa Úrsula y las Once mil Vírgenes
Realizada durante los años 1340 y 1344 fue patrocinada por el obispo Arnau Sescomes, que se encuentra enterrado en el pavimento de la capilla, la hizo construir para honrar las reliquias de santa Úrsula y otras vírgenes donadas por su predecesor el arzobispo Juan de Aragón. En esta capilla se puede observar gran cantidad de elementos escultóricos distribuidos en las dieciséis claves de las bóveda estrellada, las ménsulas donde descansan los arcos y las imágenes que en grupos de parejas están sobre los muros. En las ménsulas del arco de la entrada se representan los evangelistas escribiendo y con sus respectivos símbolos, en el interior las ménsulas representan dos hombres y dos mujeres leyendo unos libros, estos no se trata de santos sino de personajes que podrían ser familiares del arzobispo Sescomes. En las claves de bóveda están representadas efigies dentro de medallones y en las tres principales la coronación de la Madre de Dios, san Miguel y por último santa Tecla.
Fue transformada en capilla de baptisterio desde el año 1821.

### Vitrales
Los vitrales de la catedral de Tarragona son un magnífico ejemplo de la época gótica. Los de las capillas de las Onze Mil Vírgenes y de Santa María de los Sastres, realizados por Guillem de Letumgard, se datan de cerca del siglo XIV. De la misma época son los rosetones de cada lado del crucero. El ábside central tiene tres finestrales en la parte inferior y siete en el cuerpo superior.
La capilla de Santa María de los Sastres, tiene tres ventanales en el muro izquierdo, que fueron remodelados en épocas posteriores. Representan el tema de la Anunciación; las partes originales que quedan de Guillem de Letumgard son las de las tracerías superiores de los vitrales, y en cada una de ellas están representadas dos pequeñas figuras de ángeles, y en el lóbulo superior el escudo de la catedral tarragonina. El que representa al arcángel San Gabriel es una reforma posterior de los últimos años del siglo XV, obra probable de Gil Fontanet. Los colores que dominan son el rojo, el azul y el amarillo de plata, propio del siglo XIV.
Los rosetones de los lados norte y sur del transepto presentan importantes diferencias, debidas a las múltiples intervenciones hasta épocas recientes. Originalmente fueron obras del Maestro de San Silvestre, que también trabajó en la catedral de Barcelona. En el rosetón sur se representa la Virgen con el Niño entronizados. En el rosetón norte se representa la Resurrección de Jesús en el óculo central, a partir del cual se distribuyen dieciséis plafones radiales con ornamentación geométrica, motivos florales y el escudo de la catedral; en la parte ancha de estos plafones, todos tienen la cabeza de un personaje, seguramente un apóstol.
La figura de Santa Tecla es la representada en el vitral central del ábside, y está documentada hacia el final del siglo XVII, ya en la época barroca; también ha sido modificada posteriormente.
De la época renacentista son los tres vitrales de la capilla del Corpus Christi, en cada uno de los cuales está representada una figura de apóstol.

## Exterior

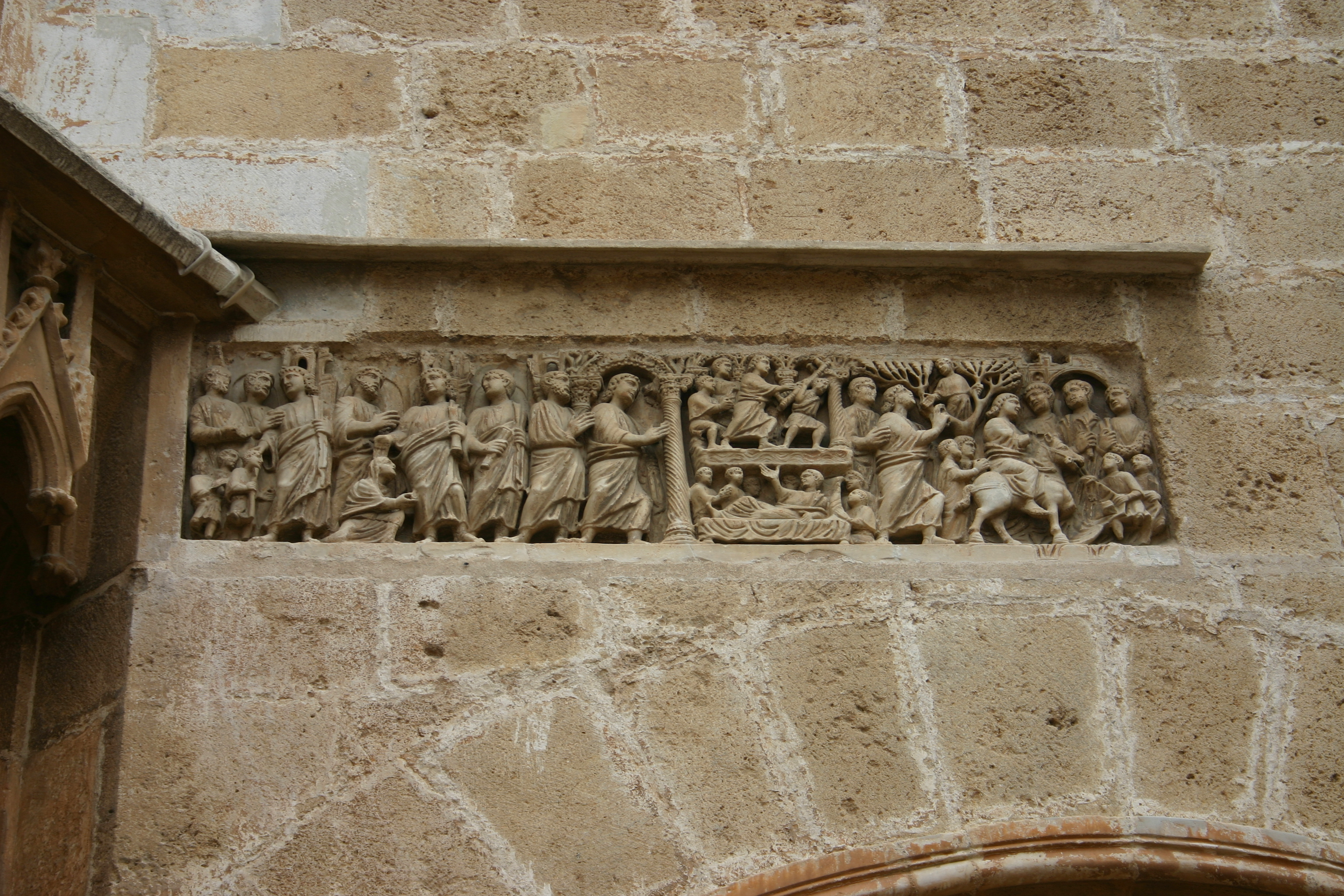
Sarcófago de Bethesda sobre la puerta lateral derecha de la fachada principal

Se puede apreciar el ábside central de gran volumen, con una cornisa de molduras debajo un friso de dientes de sierra y una hilera de arcuaciones ciegas sostenidas por canecillos decorados con figuras humanas, animales o motivos geométricos.
La fachada principal consta de tres puertas que corresponden a las tres naves de la iglesia, la central y principal gótica, con arcada ojival y las laterales de estilo puramente románico.
Un gran rosetón está situado sobre la puerta principal, de diámetro casi como la anchura de la nave central tiene una tracería que recuerda al rosetón del monasterio de Sant Cugat del Vallés, de la iglesia de Santa María del Pino o el de la catedral de Mallorca. Tiene once metros de diámetro exterior i doce rayos con siete molduras circulares de un grueso de 1,3 metros. Los doce rayos representan las doce tribus de Israel o los doce apóstoles.
Sobre las otras dos puertas laterales también se encuentran dos rosetones de tamaño más reducido y de factura románica. Están realizadas las puertas en mármol blanco con arcos de medio punto y arquivoltas molduradas con dintel y tímpano. Empotrado en el muro sobre la puerta de la derecha se conserva el sarcófago de Bethesda, paleocristiano del siglo IV, representando escenas de la vida de Jesús. La puerta del lado del evangelio, posee un tímpano esculpido con escenas que representan la Epifanía.

## Puerta principal

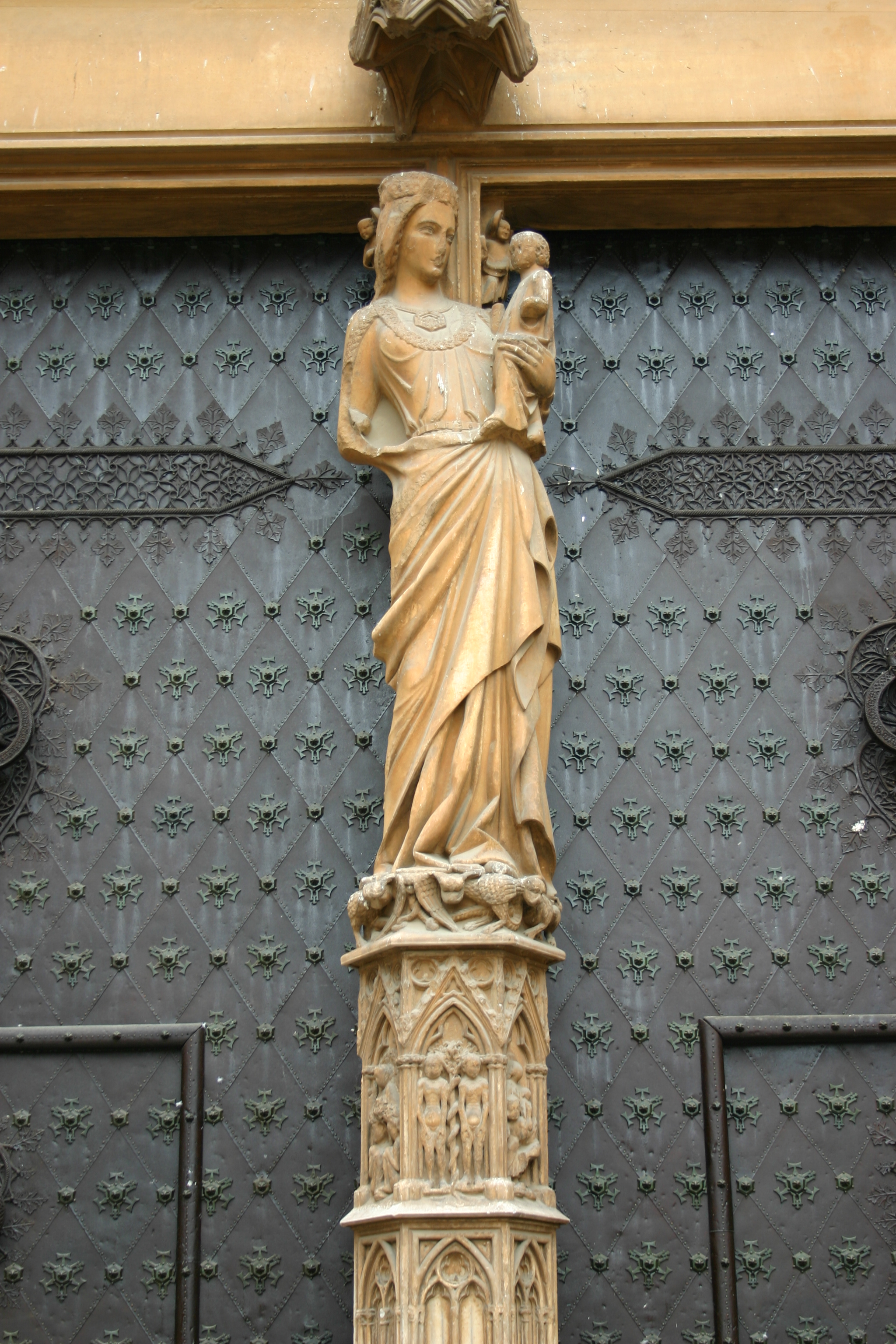
Virgen del mainel de la puerta principal

De estilo gótico con semblanzas a modelos franceses como la catedral de Amiens y sobre todo la de Reims. La puerta principal de la catedral fue encargo del obispo Bernat d’Olivella al maestro Bartomeu en el año 1277 y la última relación documentada con este maestro es en el año 1291.
Presenta arcos apuntados en degradación, el gran arco principal avanza sobre el muro incluso llega a montar en algún punto sobre las puertas laterales que su gran suntuosidad hace anular a primera vista, por sus contrafuertes laterales es evidente que se emplean para sostener las cargas de la nave central del templo. Es posible que en principio la forma estructural de la fachada fuera más coherente y armónica entre las tres puertas. A pesar de dejarla inacabada, realizó bastantes esculturas de los apóstoles, situadas en las jambas de ambos lados de la portada descansando en basamentos corridos y sobre las figuras se encuentran doseletes, entre las figuras destacan las de san Pedro, san Andrés y santo Tomás situados en el bancal de la parte derecha de la puerta. Pero la gran escultura de la puerta es la Virgen del mainel, se ha señalado que deriva de un modelo francés, en el pedestal tiene representadas escenas del Génesis con la creación de Adan y Eva y el Pecado original.

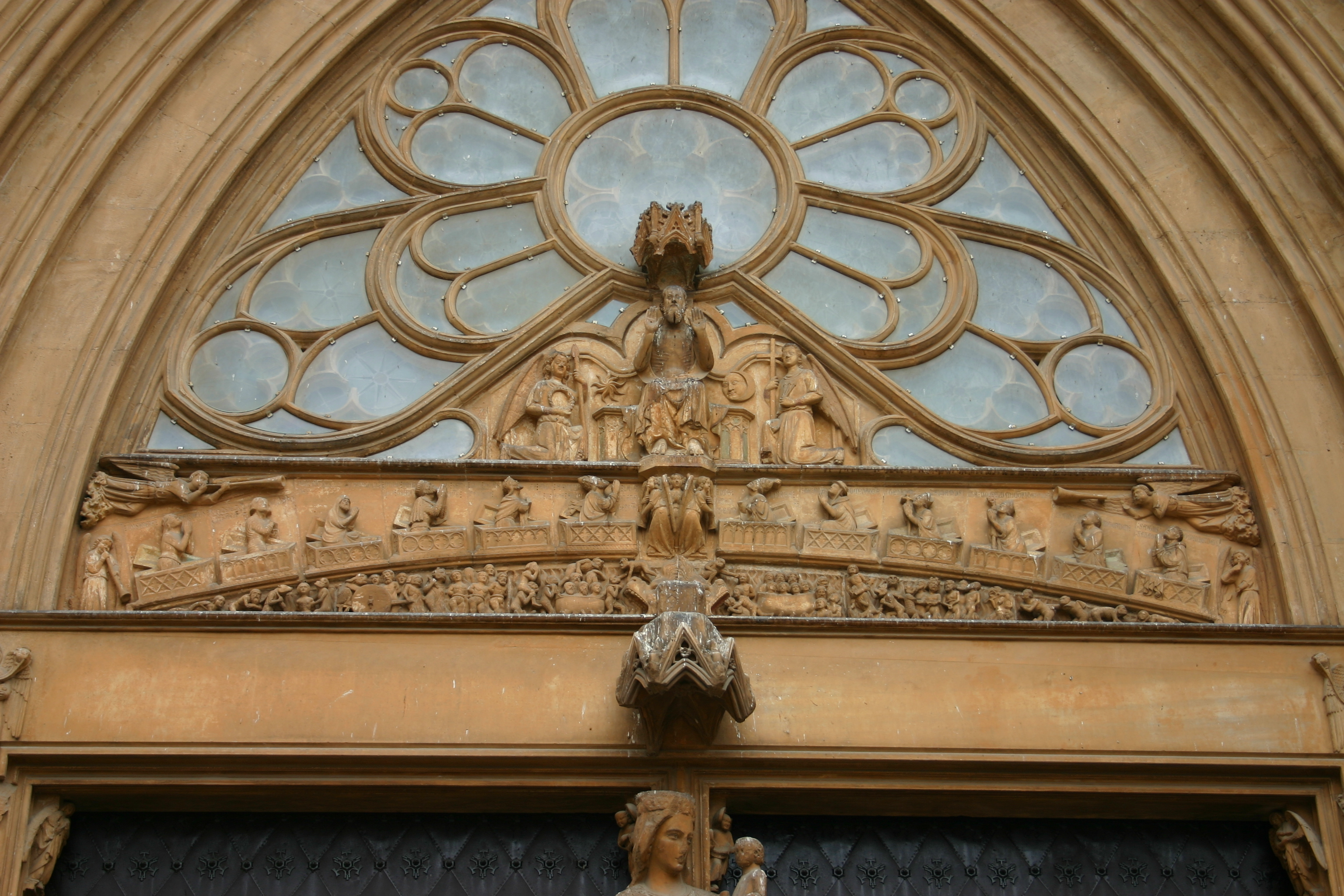
Tímpano realizado por Jaume Cascalls

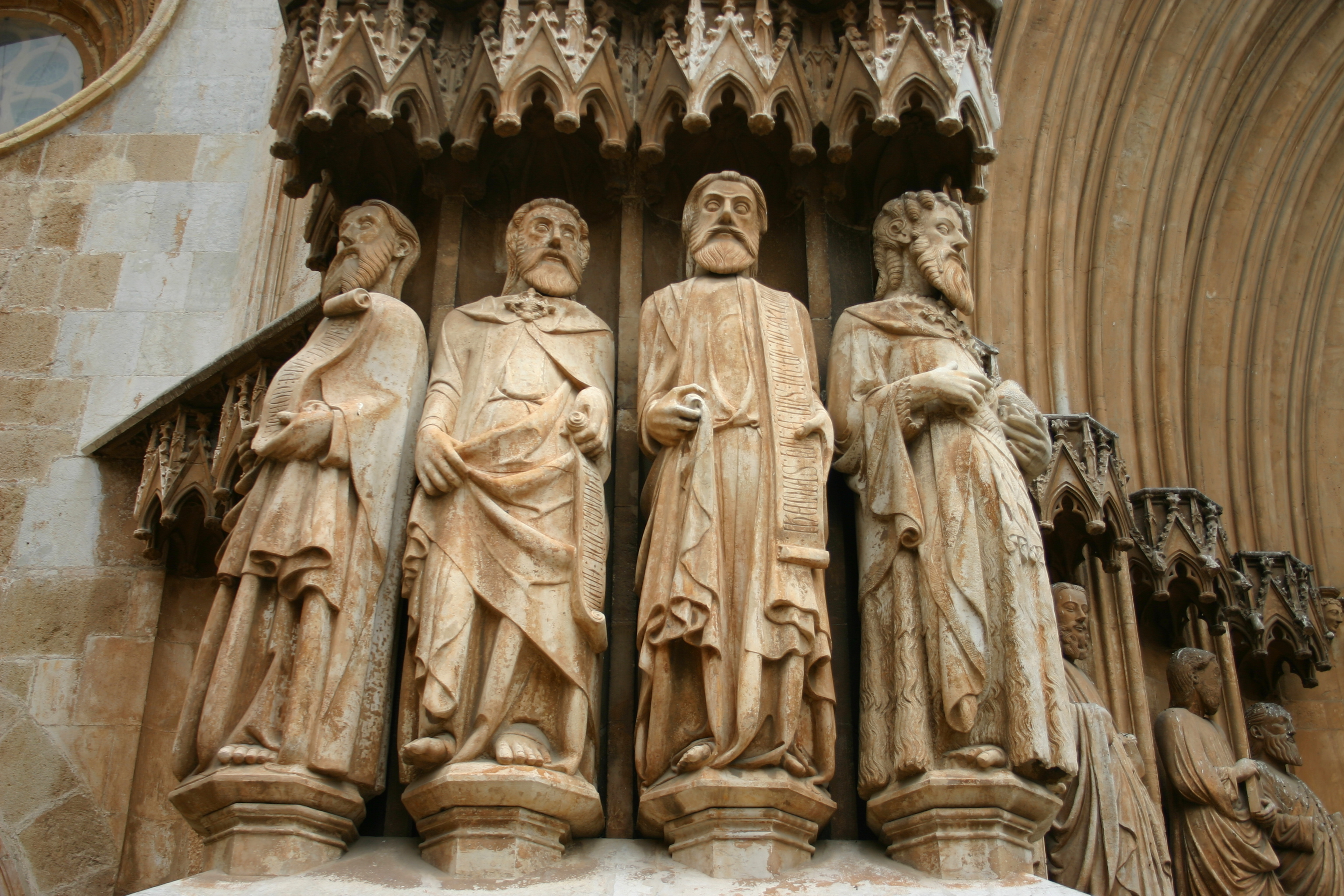
Figuras de apóstoles de la puerta principal

En el tímpano se representa el Juicio Final, presidido por Cristo con dos ángeles portadores de los atributos de la Pasión, con tracerías superiores para la inserción de un vitral, realizado por Jaume Cascalls y su taller hacia el año 1375, contratado por el obispo Pere de Clasquerí, así como el friso con la representación de los escogidos y los condenados. En la parte interior del templo que corresponde al tímpano están representadas la Virgen entre san Pablo y santa Tecla con dos ángeles ceroferarios.
También de su taller son doce estatuas entre apóstoles y profetas que faltaban para la misma puerta al precio unitario de diecinueve libras y doce sueldos. Jaume Cascalls estuvo acompañado por su yerno Guillem Solivella y su esclavo Jordi de Déu. Las esculturas realizadas por este equipo de artistas son las que se encuentran en las partes más externas de la puerta, son, como ya se ha dicho, doce, igual número que de bloques de piedra comprados en Albiol, cinco en el lado derecho y siete en el izquierdo, todas estas figuras igual que pasa con las hechas por el maestro Bartomeu, presentan el cuerpo realizado en piedra y la cabeza en mármol.
Las puertas, tiene revestimientos metálicos y de hierro forjado y fueron realizadas a finales del siglo XV, sufragadas por el arzobispo Gonzalo Fernández de Heredia.

## Claustro

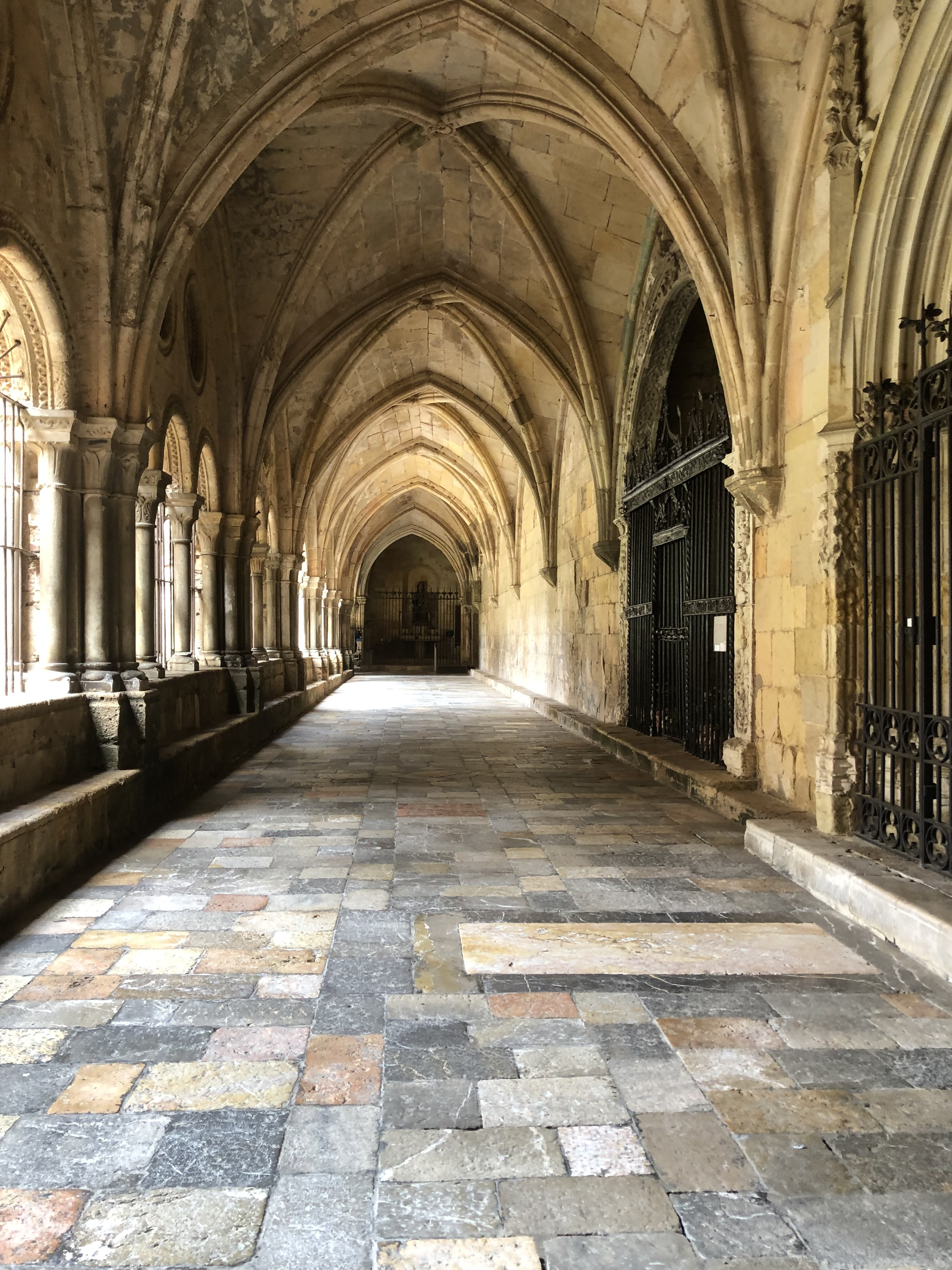
Pasillo del claustro

A juzgar por las figuraciones heráldicas existentes en la catedral, consistentes en castillos y torres, se supone que las obras del claustro de la catedral de Tarragona se iniciaron bajo la prelatura de los obispos Ramón de Castellterçol y Ramón de Rocabertí, hacia 1194. Otras teorías, sin embargo, apuntan hacia el canónigo Berenguer de Castellet, y sitúan el inicio de las obras hacia 1214. En cualquier caso, el aludido Ramón de Rocabertí legó en su testamento la importante cantidad de 1000 sueldos para las obras del claustro.
El claustro se encuentra situado en la parte nordeste de la catedral, con planta rectangular de cuarenta y siete metros por cuarenta y seis, consta de cuatro galerías de seis tramos más los angulares comunes. Las divisiones quedan patentes por medio de pilares cuyos contrafuertes se asientan en el jardín del claustro. Parte de ellos incluyen canalones que vertían las aguas pluviales en dirección a la antigua cloaca romana, que se hallaba todavía en uso. Cubiertas con bóvedas de crucería siguiendo la tipología de los monasterios de Poblet y Vallbona de les Monges y con un gran patio central. Sus arcadas estas construidas por dos órdenes de soporte, en el superior hay grandes arcos ojivales ciegos con dos óculos de tracería calada colocados en el vértice central además de un friso con elementos polilobulados de ascendencia musulmana, que recorre toda la cornisa. En la parte inferior se distribuyen grupos de tres arcos de medio punto, decorados con puntas de diamante, sobre dobles columnas dentro de cada arco ojival ciego.
La decoración escultórica del claustro es extensa y se encuentra en los capiteles, impostas, en las bases, los frisos de los pilares angulares así como en los canecillos de la cornisa, en las ménsulas y en sus claves de bóveda.
En los capiteles de las columnas y las impostas correspondientes hay grabadas escenas religiosas como la visita de los ángeles a Abraham, Caín y Abel, y profanas como la lucha entre guerreros, figuras de músicos o la representación de la lujuria y la avaricia, hay algunas con decoración de tipo vegetal y animal entre las que destaca la representación del entierro del gato por las ratas, historiada en dos escenas en los ábacos situados en la galería sur.(Ver sección curiosidades)
En los ángulos de la galería norte aparecen escenas del Génesis y del Nuevo Testamento, con la incredulidad de santo Tomás o la leyenda de san Nicolás, este último santo muy venerado por Alfonso II de Aragón que fue un gran benefactor del claustro. En el muro de la galería oeste se encuentra una inscripción árabe datada del año 960, resto de la antigua mezquita.

### Puerta del claustro
La puerta románica (del lado del evangelio), del siglo XIII da acceso al claustro desde la iglesia. Presenta un dintel de mármol y un tímpano esculpido con Maiestas Domini y el Tetramorfos, con tres arquivoltas de perfil semicircular con capiteles decorados con follaje naturalista copiado de monumentos romanos y con escenas de la visita de las tres Marías al sepulcro de Cristo, las impostas de esta puerta están decoradas con cenefas de hojas y palmas. El mainel está constituido por una columna de fuste monolítico con la base decorada con reptiles y el capitel piramidal invertido representando en sus caras escenas de la vida infantil de Jesús: la epifanía, la natividad, la adoración de los magos y la visita de los magos a Herodes. En la parte superior sobre esta puerta se encuentra un crismón con el anagrama de Alfa y Omega.

### Sacristía
Perteneciente al conjunto de dependencias del claustro, fue reaprovechada de una antigua capilla con planta rectangular y cubierta con bóveda de cañón apuntado y una parte con techumbre de madera con policromía de motivos mudéjares. Forma parte del museo diocesano como sala del tesoro.

### Capilla del Corpus Christi y antigua sala Capitular
Corresponde a una de las dependencias de la canónica, la antigua sala Capitular construida a mitad del siglo XII, y se puede acceder a ella por el mismo claustro o por el crucero del templo. Es de planta cuadrada cubierta con bóveda de cañón y fachada con puerta central y ventanas geminadas en ambos lados, habiendo sido convertida en capilla del Corpus Christi en el año 1330, cuando el obispo Juan de Aragón concedió licencia a Guerau de Rocabertí y a su hermana para construir dicha capilla, añadiéndole un ábside poligonal de los terrenos del cementerio continuo y con bóveda de crucería en cuya clave de bóveda se muestra un Cristo en Majestad con la hostia consagrada en la mano derecha. En el principio de los arcos están colocados los símbolos del Tetramorfo sobre capiteles decorados con hojas —el ángel de Mateo, el águila de Juan, el león de Marcos y el toro de Lucas—. En uno de sus muros laterales, a media altura, hay un grupo escultórico de la Anunciación sobre unas peanas: el grupo está compuesto por dos esculturas, la de la Virgen María recibiendo la noticia de su próxima maternidad y el arcángel Gabriel con la mano levantada en actitud de saludo. Entre ambas figuras hay una ménsula para la colocación de un jarro con lirios que acompañaba la iconografía de esta escena con el símbolo del lirio como virginidad de María, según palabras del Cantar de los cantares: «Como un lirio entre los cardos es mi estimada entre las doncellas». En la parte inferior de esta pared hay una lápida funeraria de Alemanda de Rocabertí fallecida en el año 1373, con un relieve de la Crucifixión y la figura de la dama en actitud de oración.
En los muros de lo que era la sala capitular construida durante la segunda mitad del siglo XII, hay —ubicadas a bastante altura— once esculturas de diversos santos del siglo XIV, seguramente realizadas cuando se añadió la capilla del Corpus Christi, algunas con restos de policromía, principalmente de verde, azul y oro: están puestas sobre ménsulas decoradas. Desde la entrada en el muro izquierdo se encuentran las representaciones de santa Ana con la Virgen María, san Bernardo, san Pablo, san Juan Bautista y san Agustín; a la derecha, también desde la entrada, santa Margarita de Antioquía, san Francisco, santa Inés, san Pedro mártir de Verona, san Pedro apóstol y un profeta que se cree que es Isaías. Todas estas imágenes están ubicadas sobre ménsulas muy parecidas a las del grupo de la Anunciación.

### Museo Diocesano de Tarragona

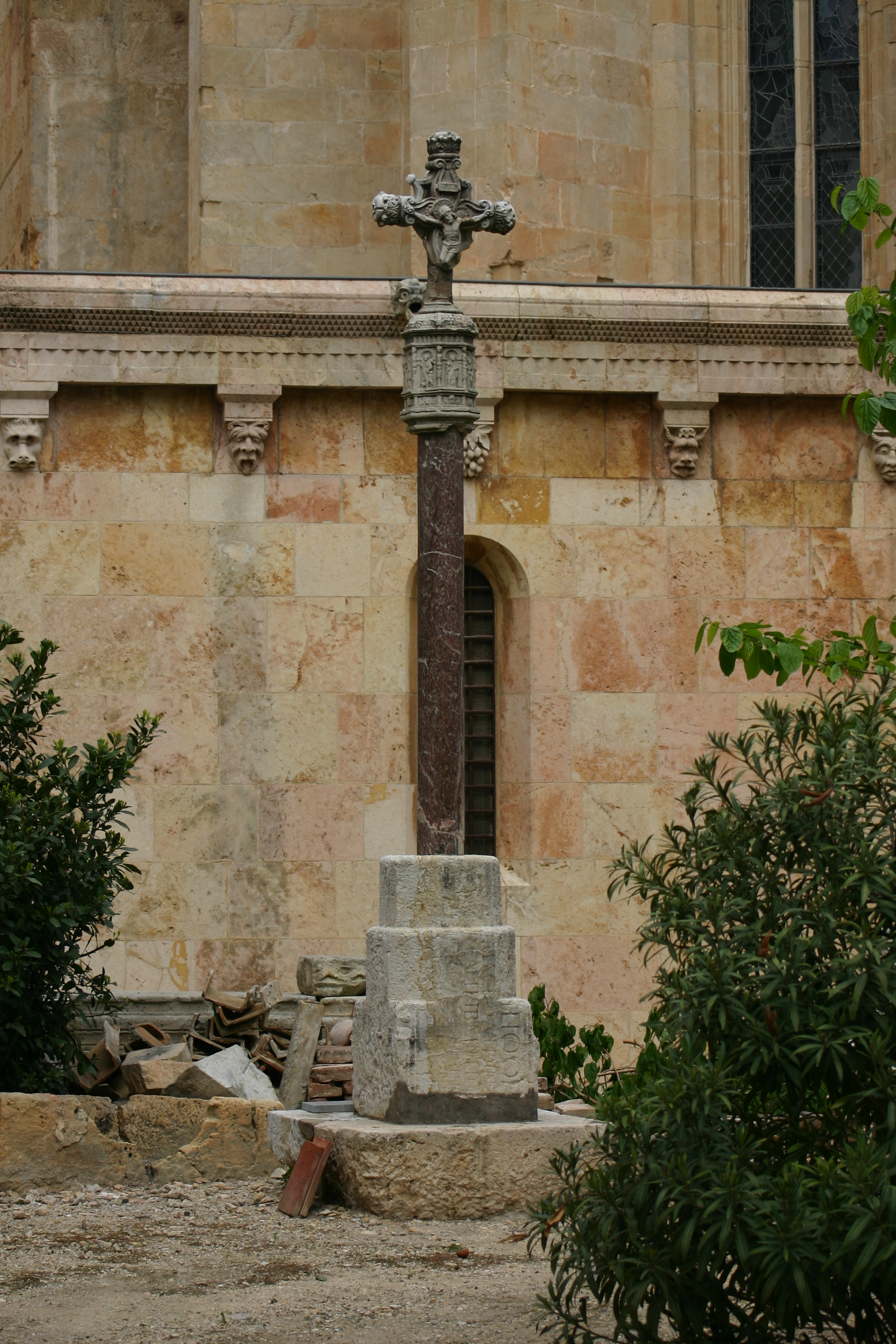
Cruz de término gótica perteneciente al Museo Diocesano, en el jardín

Instalado desde el año 1914 en unas dependencias del claustro, fue formado por la colección del arzobispo Tomàs Costa i Formaguera, las donaciones de parroquias de la diócesis de personas particulares, con objetos del Seminario y de la antigua capilla de Santa Tecla en la que se guardaban piezas reunidas desde la desamortización. Permaneció cerrado por encontrarse las instalaciones en mal estado desde el año 1973 hasta 1992 que fueron restauradas.
Su colección consta de unas seis mil piezas de las que se muestran unas trescientas cincuenta.
- Una importante colección de piezas arqueológicas romanas, muchas procedentes de excavaciones realizadas en la catedral, claustro y jardines adyacentes, como el sarcófago de Apolo y las nueve Musas de principios del siglo III d. C., que se encontraba en el pavimento del ábside de la capilla del Corpus Christi.
- De la época musulmana, hay fragmentos de tejido encontrados en el sepulcro del arzobispo Pere de Cardona (1515-1530), que fue canciller del rey Fernando I de Aragón y lo acompañó en la conquista de Granada.
- Se guarda en el jardín enfrente de la capilla de santa Tecla la Antigua, una cruz de término gótica del Castillo de Tamarit, hecha en pórfido y mármol sobre un pedestal construido por una pequeña estela funeraria romana (cippus).
- Entre la escultura se encuentra la Virgen del Truc, procedente de la iglesia parroquial de Vinaixa del escultor Guillem Seguer, así como diversas imágenes de talla policromada representando a Vírgenes del siglo XII al XIV de las iglesias de Solivella, y Vilafortuny.
- La pintura tiene un gran espacio abarcando de la época gótico|gótica, renacimiento y barroca.
- La orfebrería, libros manuscritos, cantorales, mobiliario litúrgico son parte del patrimonio del museo.

#### Tapices
Una importante colección de cincuenta y cinco tapices datados entre los siglos XV y XVIII, completan perfectamente este museo, donde puede seguirse la evolución de esta especialidad por diversas épocas. Se destacan las series de La buena vida, de la Historia de José y la de Los proverbios.
- La buena vida data entre los años 1460 y 1480, fue una donación a la catedral del arzobispo Gonzalo Fernández de Heredia (1490-1511). Sus medidas son de 4,65 m de altura y de 10,65 m de ancho, creyendo que debía tener unos dos metros más de anchura. Fue tejida probablemente en los talleres de Arrás o de Tournai. Presenta una inscripción Hic est historia bonae vitae.
- La Historia de José, es un fragmento de 3,85 m de altura y 3,25 m de ancho, tejida hacia el año 1500 en talleres de Bruselas y forma parte de dos tapicerías donadas por el arzobispo Alfonso de Aragón y Sánchez (1512-1514). Aparece la Acusación de la mujer de Putifar contra José y el Perdón de la mujer adúltera que había sido acusada delante Jesús.
- La serie de Los proverbios son de la época barroca, realizados en los talleres de Bruselas en el siglo XVII, sobre unos cartones de Jacob Jordaens y donadas a la catedral por el canónigo castellano Diego Girón de Rebolledo.[26]

### Capilla de santa Tecla la Antigua

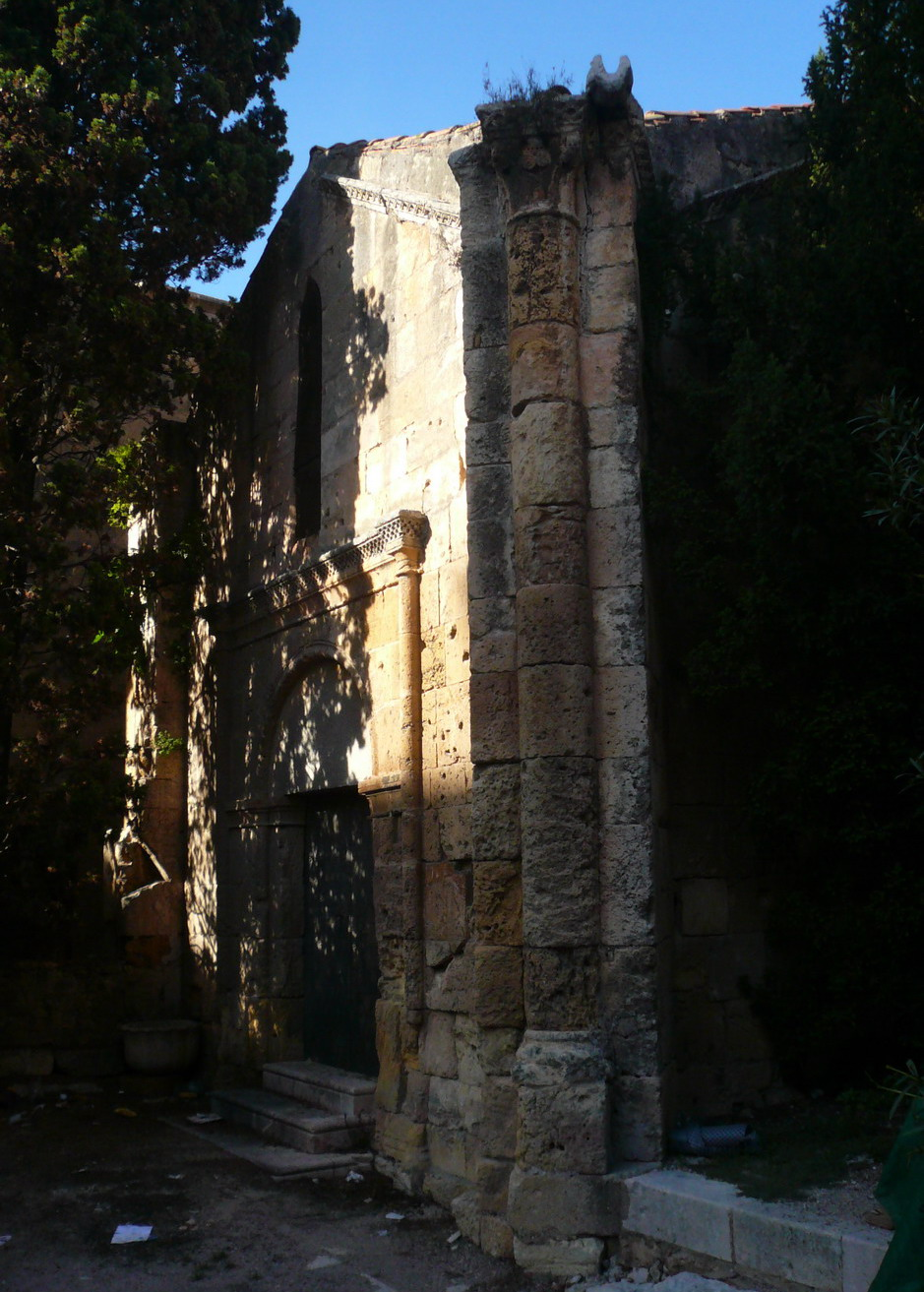
Capilla de Santa Tecla la Antigua

Situada en el interior del jardín de la catedral se encuentra la Capilla de santa Tecla la Antigua, construida en el siglo XIII y de estilo de transición del románico al gótico. Del antiguo cementerio de esta capilla, se guarda en el Museo Diocesano una lápida del año 1266, de mármol decorada con relieves escultóricos, perteneciente al canónico Raimon de Milà.

#### Tumba de Bernat d'Olivella
El año anterior a su muerte dispuso el obispo el lugar de su enterramiento en la capilla de Santa Tecla, el fallecimiento se produjo el 29 de octubre de 1287.
Se encuentra debajo de un arcosolio el sarcófago prismático sin decoración sobre unos pies en forma de león y sin inscripción. Se aprecia en la figura del obispo yacente, realizada por el maestro Bartomeu, la cabeza y las manos de mármol blanco con una yuxtaposición de materiales similares a los empleados por el mismo autor en la fachada de los apóstoles de la catedral. La cabeza está representada con una sonrisa, queriendo expresar una muerte santa. Llama la atención la fisonomía juvenil en que está obrada la cara del arzobispo, que en su fallecimiento, ya llevada treinta y tres años de mandato.

## Campanario

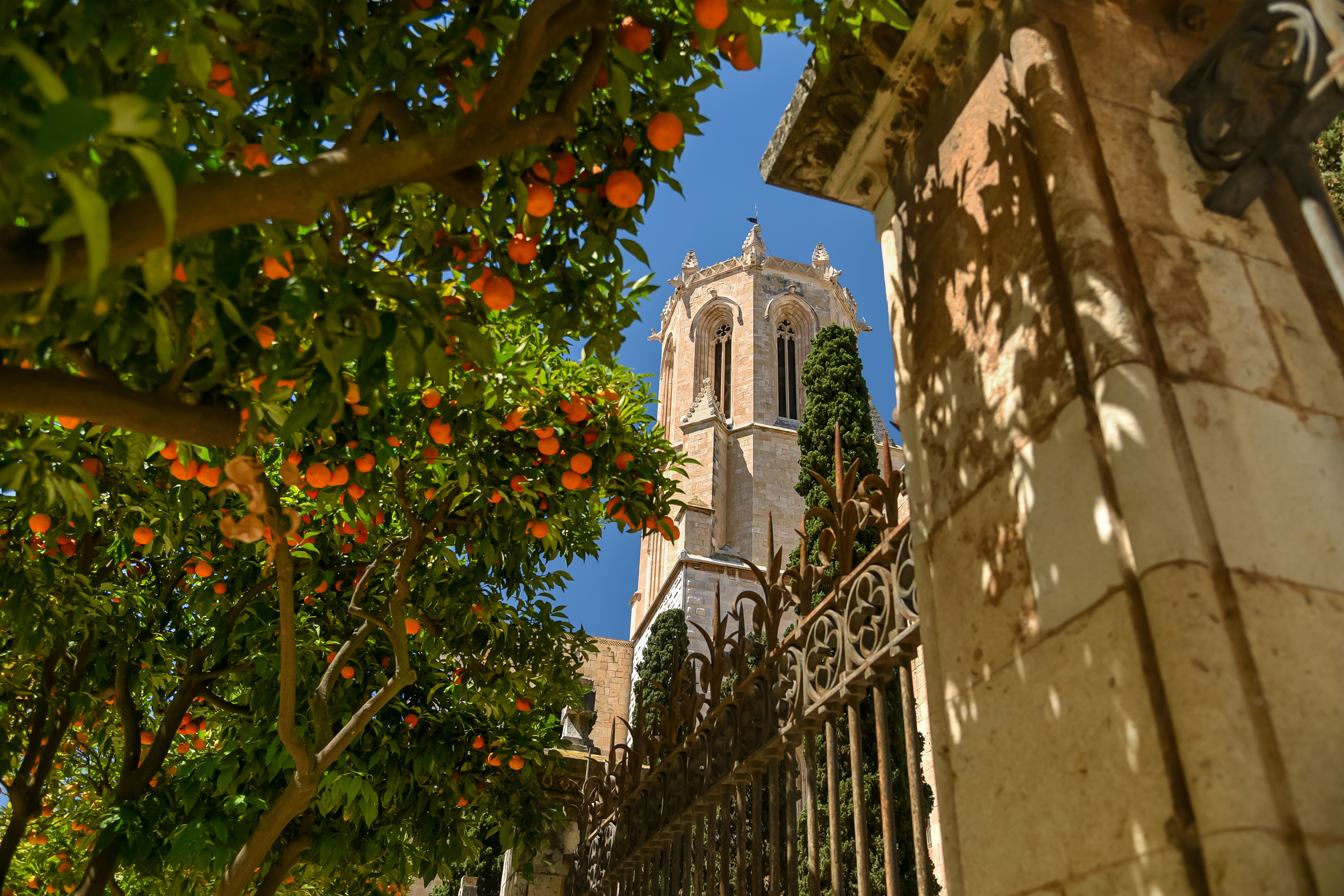
Campanario

Situado sobre la absidiola sur e iniciado bajo el mandato del obispo Roderic Tello (1289-1308), con estilo gótico, la torre del campanario presenta una planta prismática acabada en un cuerpo octogonal. El cuerpo superior lo componen dos pisos, en el primero tiene unos pináculos adosados y con ventanales y en la parte superior es donde se encuentran las campanas. Este cuerpo se construyó en el siglo XIV bajo el obispado de Joan de Aragón y realizado por Guillem Clergue, aunque sin cambios en su estructura inicial. Sobre este cuerpo de las campanas hay un pequeño templete del año 1511 para las campanas del reloj. La torre del campanario tiene una altura total de unos setenta metros.
Las campanas de la catedral son esenciales en el desarrollo de las principales fiestas del calendario, destacando especialmente en las Fiestas de Santa Tecla, fiesta grande de Tarragona.

## Curiosidades
- Entierro del gato por las ratas. En el palacio de un noble de Tarragona, había un gran número de ratas destrozando graneros y despensas, sin que ningún criado consiguiera exterminarlas. En una comida en honor del rey, aparecieron las ratas, asustando a las damas y comiendo de las viandas preparadas en la mesa. El rey indignado prometió no volver hasta que estuviera el palacio sin ningún roedor. El noble buscó el mejor gato de toda la comarca, el cual cansado de perseguirlas y no poder acabar con ellas por esconderse dentro de sus nidos pequeños, en los que el gato no cabía, decidió fingirse muerto, aguantando la respiración patas arriba. Comprobado por las ratas que el gato estaba muerto, decidieron celebrarlo poniendo al gato en una litera y llevarlo en procesión hasta enterrarlo. En medio del recorrido y cuando más confiadas estaban las ratas, saltó el gato matando a todas. Cuenta la leyenda, que cuando murió el gato, su amo hizo grabar en una piedra su historia. Es la que podemos ver esculpida en los ábacos del claustro de la catedral de Tarragona.
- En el año 1380 una vez fallecido el obispo Pere Clasquerí, el rey Pedro el Ceremonioso toma posesión de todos los bienes de la iglesia en Tarragona. Según una tradición, santa Tecla se le aparece una noche al rey y le da una bofetada por haberse quedado con el patrimonio de la iglesia. El rey en su testamento recomienda a su hijo Juan I que devuelva a la iglesia todos sus bienes.[28]
- Las reliquias de Santa Tecla fueron dadas a embajadores del rey Jaime II por el rey Onsino de Armenia a cambio de otros bienes, llegando a Barcelona en el año 1320 siendo depositadas en el monasterio de Sant Cugat, menos los huesos de uno de los brazos que se trasladan a Tarragona. Durante el asalto por las tropas francesas en 1811, desapareció el brazo. El monasterio de Sant Cugat dona en 1814 el otro brazo de la santa para su custodia en la ciudad de Tarragona. Durante una rehabilitación de una casa en la parte antigua de la ciudad a finales del siglo XX se encontró una arqueta con huesos de un brazo humano que después de unos estudios, se certifican como la reliquia de santa Tecla perdida durante la Guerra de la Independencia.[29]
- El año 1835, se produce la exclaustración del monasterio de Poblet con la desamortización de todos sus bienes. El monasterio fue expoliado, los saqueadores buscaron los tesoros que creían escondidos por los monjes en el cenobio y finalmente rompieron las paredes laterales de los sarcófagos en busca de las supuestas joyas reales. De esta manera quedaron esparcidos por el pavimento de la iglesia los restos de Jaime I, Pedro el Ceremonioso, Juan I y sus esposas. Hasta dos años más tarde (1837) no fue concedido el permiso al rector de Espluga de Francolí, Antoni Servet, para recoger los restos de los monarcas. Él y sus colaboradores las envolvieron y las trasladaron en carro hasta la iglesia de Espluga de Francolí. El ayuntamiento de esta ciudad, decidió colocar los restos en cajas: las de Jaime I fueron depositadas en una caja de nogal y el resto en siete cajas de pino. La ciudad de Valencia intentó conseguir la custodia de los restos de Jaime I, pero en 1843 fueron trasladados a la catedral de Tarragona, donde se construyó un monumento funerario el año 1908 por Lluís Domènech i Montaner y que en la actualidad se encuentra en un patio del ayuntamiento de Tarragona.[30] En 1945 se creó la Hermandad de Poblet y finalmente los restos de Jaime I el Conquistador y de los otros monarcas retornaron a Poblet el 4 de junio de 1952, después de la restauración de sus sepulcros efectuada por Frederic Marès.